# Melodifestivalen 2023
Le Melodifestivalen 2023 est le concours de chansons permettant de sélectionner le représentant de la Suède au Concours Eurovision de la chanson 2023. Il consiste en quatre séries de qualifications, une demi-finale et une finale. Le concours débute le 4 février 2023 à raison d'une émission chaque samedi à 20h, la finale ayant lieu le 11 mars 2023. Il est remporté par Loreen avec le titre Tattoo. C'est la deuxième fois que Loreen représente son pays à l'Eurovision, qu'elle avait remportée en 2012 avec sa chanson Euphoria.

## Format

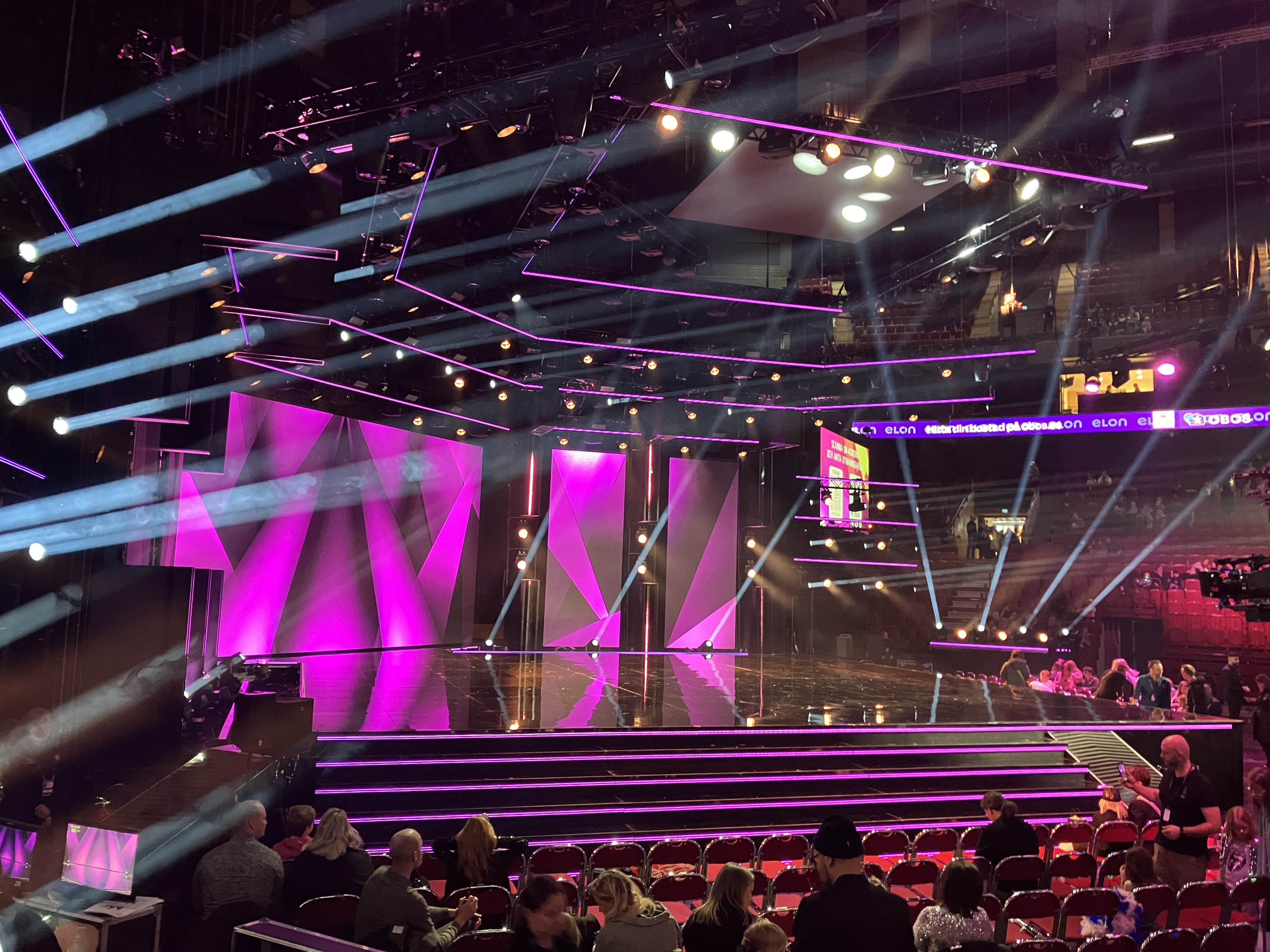
La scène du Melodifestivalen 2023.

Comme tous les ans, c'est par le biais du Melodifestivalen que sont choisis l'interprète et la chanson qui représenteront la Suède au Concours Eurovision de la chanson. La sélection se déroule en six émissions : quatre auditions, une demi-finale et une finale. Lors de chaque audition, sept artistes participent. Deux se qualifient directement en finale et deux se qualifient pour la demi-finale. Lors de la demi-finale, quatre des huit artistes se qualifient en finale. Le gagnant est alors sélectionné parmi les douze artistes encore en lice lors de la finale. Contrairement à l'année précédente, la demi-finale n'est plus divisée en deux groupes de quatre mais voit les huit artistes participer en un seul groupe de concurrents.

### Lieux et dates
Pour cette édition 2023, le Melodifestivalen reprend son format itinérant traditionnel. Les villes dans lesquelles se déroulent les différentes émissions sont celles sélectionnées pour l'édition 2022 avant l'annulation de l'itinérance.
|              | Ville        | Lieu                       | Date       |
| ------------ | ------------ | -------------------------- | ---------- |
| 1re audition | Göteborg     | Scandinavium               | 4 février  |
| 2e audition  | Linköping    | Saab Arena                 | 11 février |
| 3e audition  | Lidköping    | Sparbanken Lidköping Arena | 18 février |
| 4e audition  | Malmö        | Malmö Arena                | 25 février |
| Demi-finale  | Örnsköldsvik | Hägglunds Arena            | 4 mars     |
| Finale       | Stockholm    | Friends Arena              | 11 mars    |

### Présentateurs

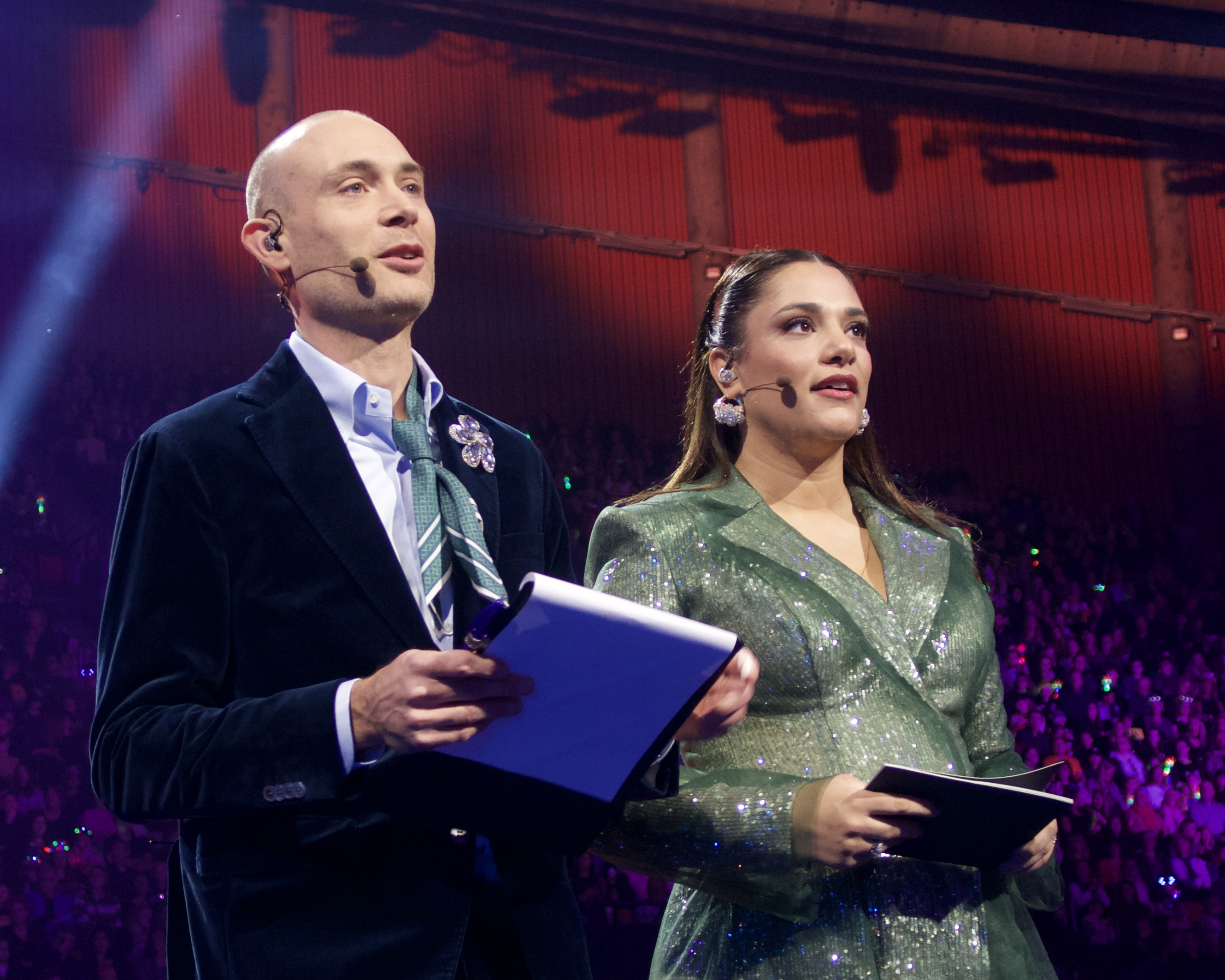
Jesper Rönndahl et Farah Abadi.

Le 27 septembre 2022, le diffuseur suédois SVT annonce que le Melodifestivalen 2023 sera présenté par Farah Abadi et Jesper Rönndahl.

## Participants
Les vingt-huit participants sont annoncés à partir les 29 et 30 novembre 2022,.
| Artiste                                          | Musique                           | Auteur(s) |
| ------------------------------------------------ | --------------------------------- | --- |
| Axel Schylström                                  | Gorgeous                          | Axel Schylström, Herman Gardarfve, Jonas Thander, Malin Halvardsson                                                                    |
| Casanovas                                        | Så kommer känslorna tillbaka      | Henrik Sethsson, Mikael Karlsson |
| Eden                                             | Comfortable                       | Benjamin Rosenbohm, Eden Alm, Emil Adler Lei, Julie Aagaard                                                                            |
| Elov & Beny                                      | Raggen går                        | Johan Werner, Kristian Wejshag, Mattias Elovsson, Oscar Kilenius, Tim Larsson                                                          |
| Emil Henrohn                                     | Mera mera mera                    | Emil Henrohn, Jakob Redtzer, Ji Nilsson, Marlene Strand                                                                                |
| Eva Rydberg & Ewa Roos                           | Länge leve livet                  | Emil Vaker, Henric Pierroff, Kalle Rydberg                                                                                             |
| Ida-Lova                                         | Låt hela stan se på               | Andreas "Giri" Lindbergh, Ida-Lova Lind, Joy Deb, Linnea Deb                                                                           |
| Jon Henrik Fjällgren, Arc North feat. Adam Woods | Where You Are (Sávežan)           | Calle Hellberg, Jon Henrik Fjällgren, Joy Deb, Oliver Belvelin, Oscar Christiansson, Richard Lästh, Tobias Lundgren, William Segerdahl |
| Kiana                                            | Where Did You Go                  | Jimmy Thörnfeldt, Joy Deb, Linnea Deb                                                                                                  |
| Laurell                                          | Sober                             | Anderz Wrethow, Andreas Johansson, Laurell Barker, Thomas Stengaard                                                                    |
| Loreen                                           | Tattoo                            | Jimmy "Joker" Thörnfeldt, Jimmu Jansson, Lorine Talhaoui, Moa Carlebecker, Peter Boström, Thomas G:son                                 |
| Loulou Lamotte                                   | Inga sorger                       | Jonas Thander, Loulou LaMotte |
| Marcus & Martinus                                | Air                               | Jimmy "Joker" Thörnfeldt, Joy Deb, Linnea Deb, Marcus Gunnarsen, Martinus Gunnarsen                                                    |
| Maria Sur                                        | Never Give Up                     | Anderz Wrethov, Laurell Barker |
| Mariette                                         | One Day                           | Jimmy Jansson, Thomas G:son, Mariette Hansson                                                                                          |
| Melanie Wehbe                                    | For the Show                      | David Lindgren Zacharias, Herman Gardarfve, Melanie Wehbe                                                                              |
| Nordman                                          | Släpp alla sorger                 | Jimmy Jansson, Thomas G:son |
| Panetoz                                          | On My Way                         | Anders Wigelius, Daniel Nzinga, Jimmy Jansson, Nebeyu Baheru, Njol Badjie, Pa Modou Badjie, Robert Norberg                             |
| Paul Rey                                         | Royals                            | Dino Medanhodzic, Jimmy "Joker" Thörnfeldt, Liam Cacatian Thomassen, Paul Rey                                                          |
| Rejhan                                           | Haunted                           | Albin Johnsén, Mattias Andréasson, Pontus Söderman, Tilde "Ronia" Wrigsell                                                             |
| Signe & Hjördis                                  | Edelweiss                         | Anderz Wrethov, Jimmy Jansson, Myra Granberg                                                                                           |
| Smash Into Pieces                                | Six Feet Under                    | Andreas "Giri" Lindbergh, Benjamin Jennebo, Chris Adam, Jimmy "Joker" Thörnfeldt, Joy Deb, Linnea Deb, Per Bergquist                   |
| Tennessee Tears                                  | Now I Know                        | Anderz Wrethov, Jonas Hermansson, Thomas Stengaard, Tilda Feuk                                                                         |
| Theoz                                            | Mer av dig                        | Axel Schylström, Jakob Redtzer, Peter Boström, Thomas G:son                                                                            |
| Tone Sekelius                                    | Rhythm of My Show                 | Anderz Wrethov, Dino Medanhodzic, Jimmy "Joker" Thörnfeldt, Tone Sekelius                                                              |
| Uje Brandelius                                   | Grytan                            | Uje Brandelius |
| Victor Crone                                     | Diamonds                          | David Lindgren Zacharias, Peter Kvint, Victor Crone                                                                                    |
| Wiktoria                                         | All My Life (Where Have You Been) | Herman Gardarfve, Melanie Wehbe, Patrik, Jean, Wiktoria Johansson                                                                      |

## Qualifications
- Candidat qualifié en finale
- Candidat qualifié en demi-finale

### Première audition − Göteborg
La première audition a lieu le 4 février 2023 en direct du Scandinavium de Göteborg.
| Détail du télévote du 2e tour | Détail du télévote du 2e tour | Détail du télévote du 2e tour | Détail du télévote du 2e tour | Détail du télévote du 2e tour | Détail du télévote du 2e tour | Détail du télévote du 2e tour | Détail du télévote du 2e tour | Détail du télévote du 2e tour | Détail du télévote du 2e tour |
| #                             | Chanson                       | Groupes d'âge                 | Groupes d'âge                 | Groupes d'âge                 | Groupes d'âge                 | Groupes d'âge                 | Groupes d'âge                 | Groupes d'âge                 | Téléphone                     |
| #                             | Chanson                       | 3-9                           | 10-15                         | 16-29                         | 30-44                         | 45-59                         | 60-74                         | 75+                           | Téléphone                     |
| ----------------------------- | ----------------------------- | ----------------------------- | ----------------------------- | ----------------------------- | ----------------------------- | ----------------------------- | ----------------------------- | ----------------------------- | ----------------------------- |
| 1                             | Rhythm of My Show             | 12                            | 12                            | 12                            | 12                            | 12                            | 12                            | 10                            | 12                            |
| 2                             | Inga sorger                   | 1                             | 1                             | 1                             | 5                             | 8                             | 8                             | 5                             | 3                             |
| 3                             | Haunted                       | 5                             | 8                             | 10                            | 3                             | 3                             | 1                             | 1                             | 1                             |
| 4                             | Raggen går                    | 8                             | 3                             | 3                             | 8                             | 5                             | 5                             | 3                             | 8                             |
| 5                             | Diamonds                      | 10                            | 10                            | 8                             | 10                            | 10                            | 10                            | 12                            | 10                            |
| 6                             | Länge leve livet              | 3                             | 5                             | 5                             | 1                             | 1                             | 3                             | 8                             | 5                             |

| # | Artiste                                          | Chanson                 | 1er tour  | 1er tour | 2e tour | 2e tour | 2e tour | Résultat    |
| # | Artiste                                          | Chanson                 | Voix      | Place    | Voix    | Points  | Place   | Résultat    |
| - | ------------------------------------------------ | ----------------------- | --------- | -------- | ------- | ------- | ------- | ----------- |
| 1 | Tone Sekelius                                    | Rhythm of My Show       | 1 087 127 | 2        | 803 948 | 94      | 1       | Finale      |
| 2 | Loulou Lamotte                                   | Inga sorger             | 754 498   | 7        | 363 254 | 32      | 5       | Éliminée    |
| 3 | Rejhan                                           | Haunted                 | 884 660   | 4        | 460 003 | 32      | 4       | Éliminé     |
| 4 | Elov & Beny                                      | Raggen går              | 821 418   | 5        | 467 605 | 43      | 3       | Demi‑finale |
| 5 | Victor Crone                                     | Diamonds                | 1 012 655 | 3        | 625 862 | 80      | 2       | Demi‑finale |
| 6 | Eva Rydberg & Ewa Roos                           | Länge leve livet        | 788 433   | 6        | 430 366 | 31      | 6       | Éliminées   |
| 7 | Jon Henrik Fjällgren, Arc North feat. Adam Woods | Where You Are (Sávežan) | 1 352 492 | 1        | —       | —       | —       | Finale      |

Galerie
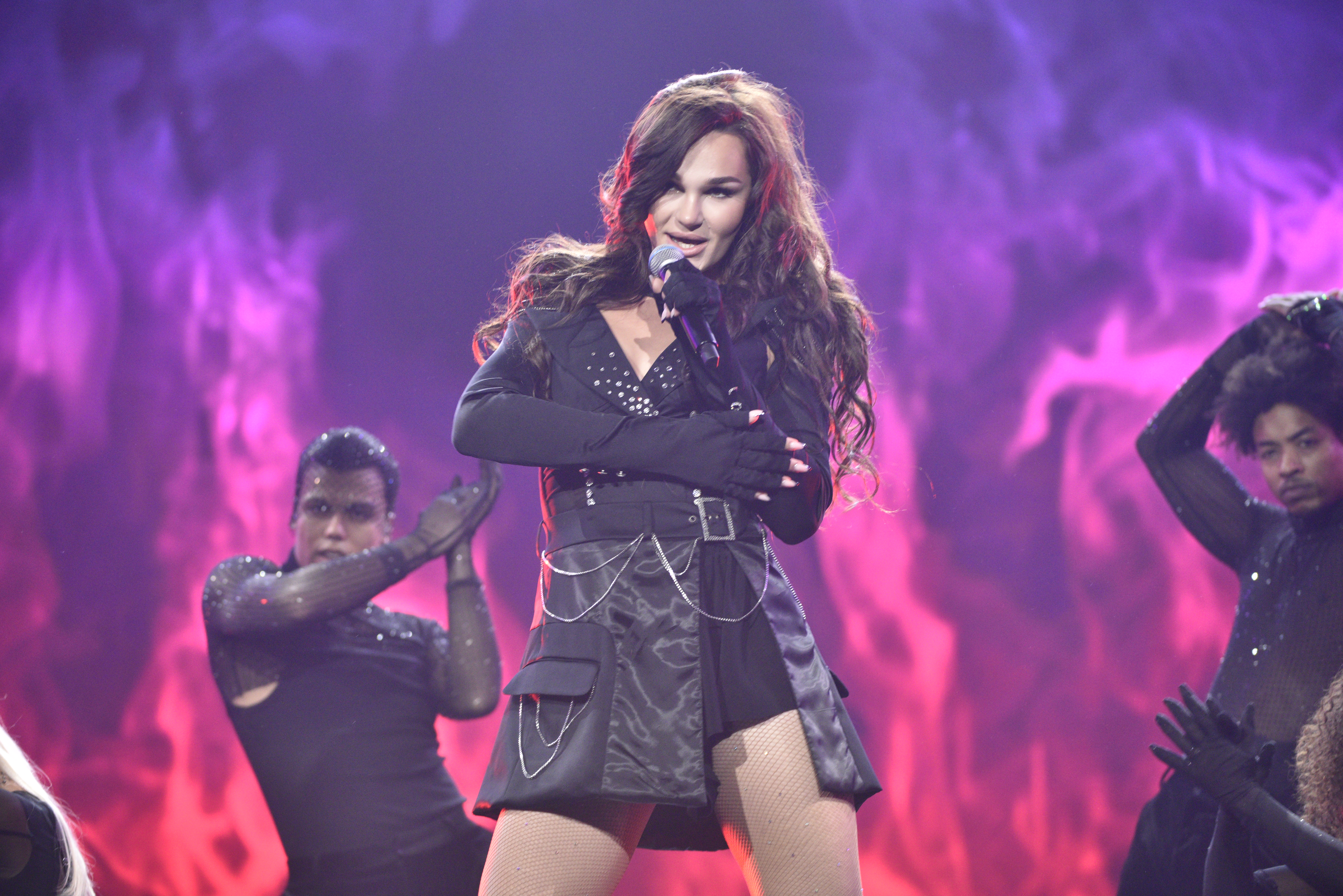
Tone Sekelius interprétant Rhythm of my Show.
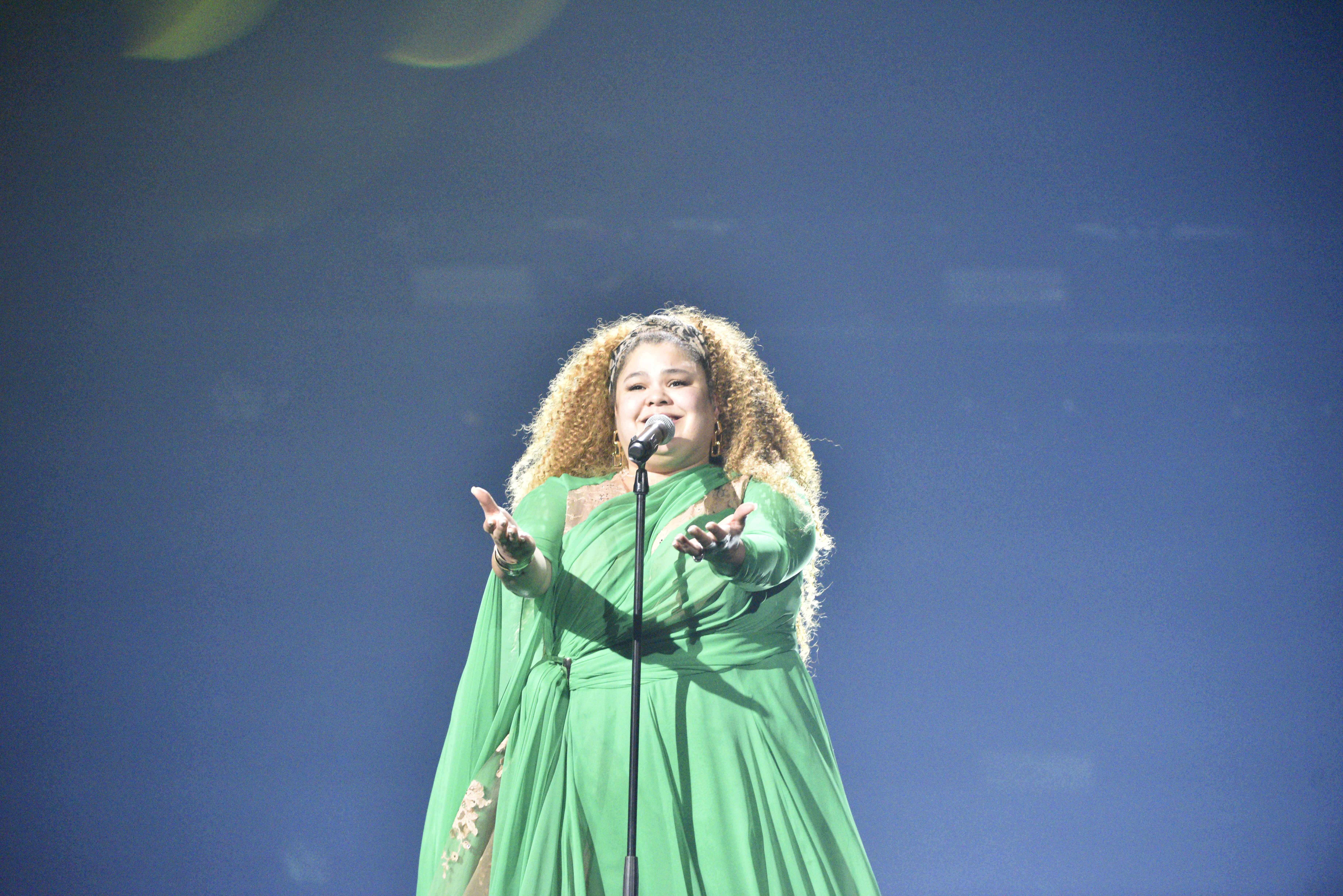
Loulou LaMotte interprétant Inga Sorger.
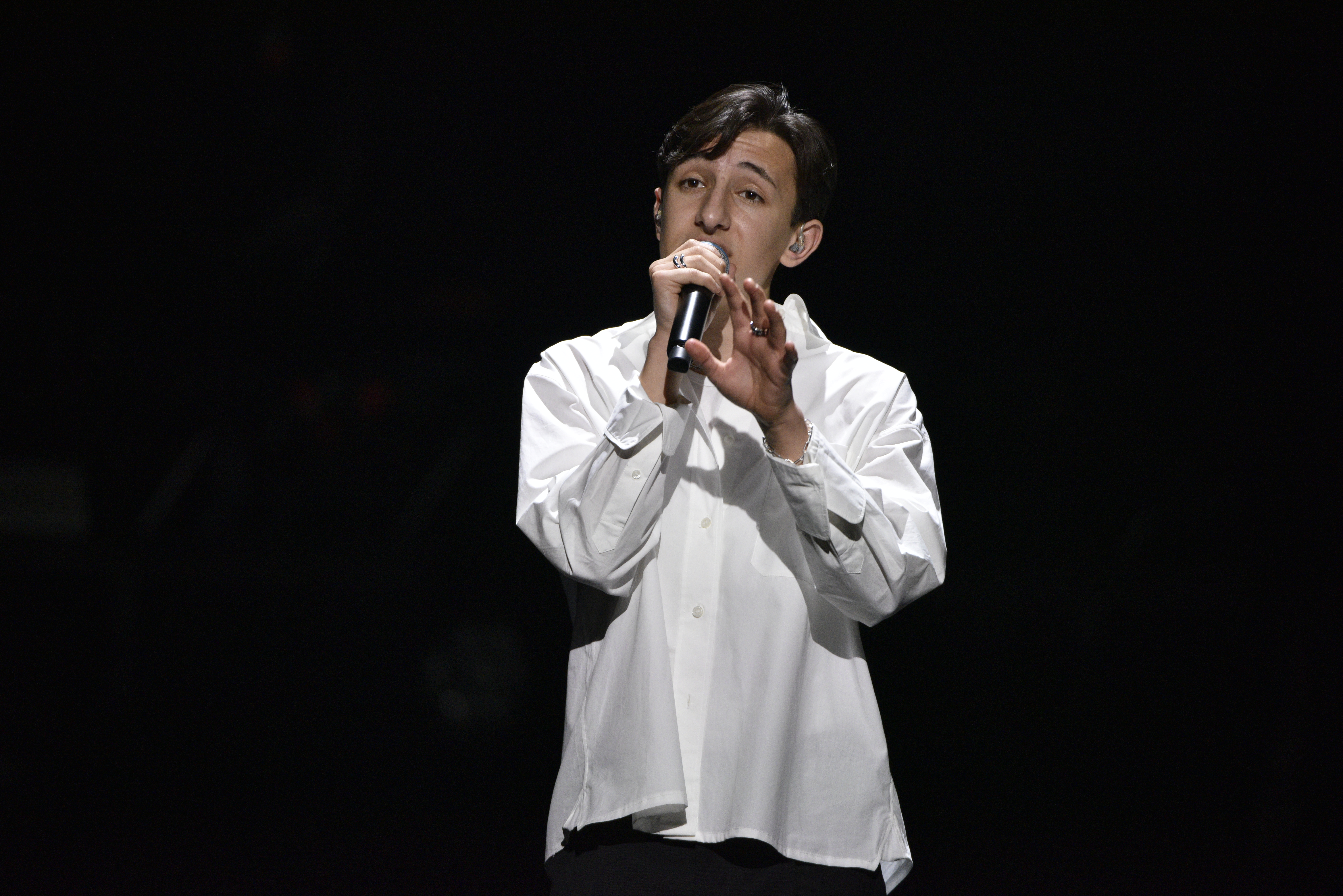
Rejhan interprétant Haunted.
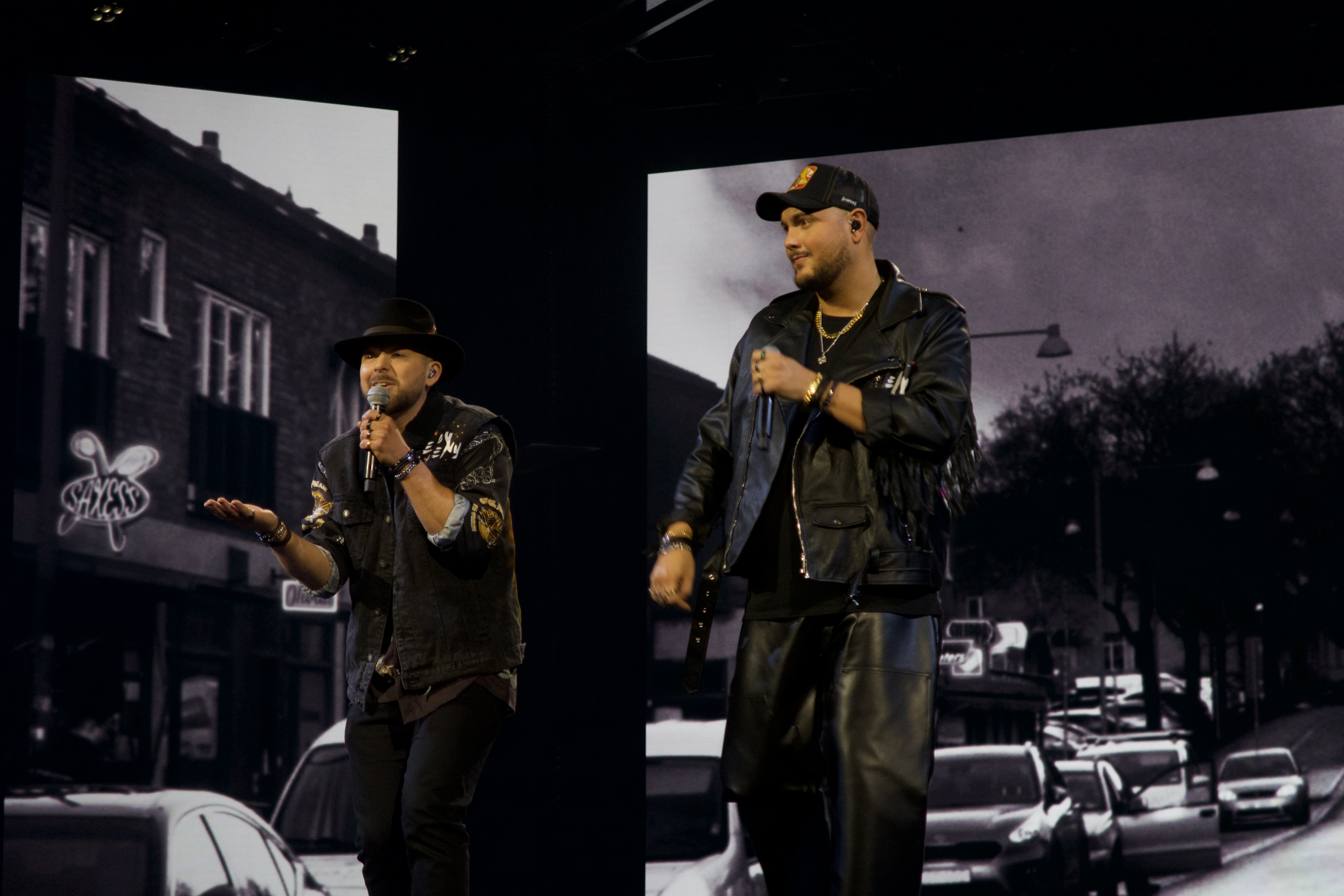
Elov & Benny interprétant Raggen Går.
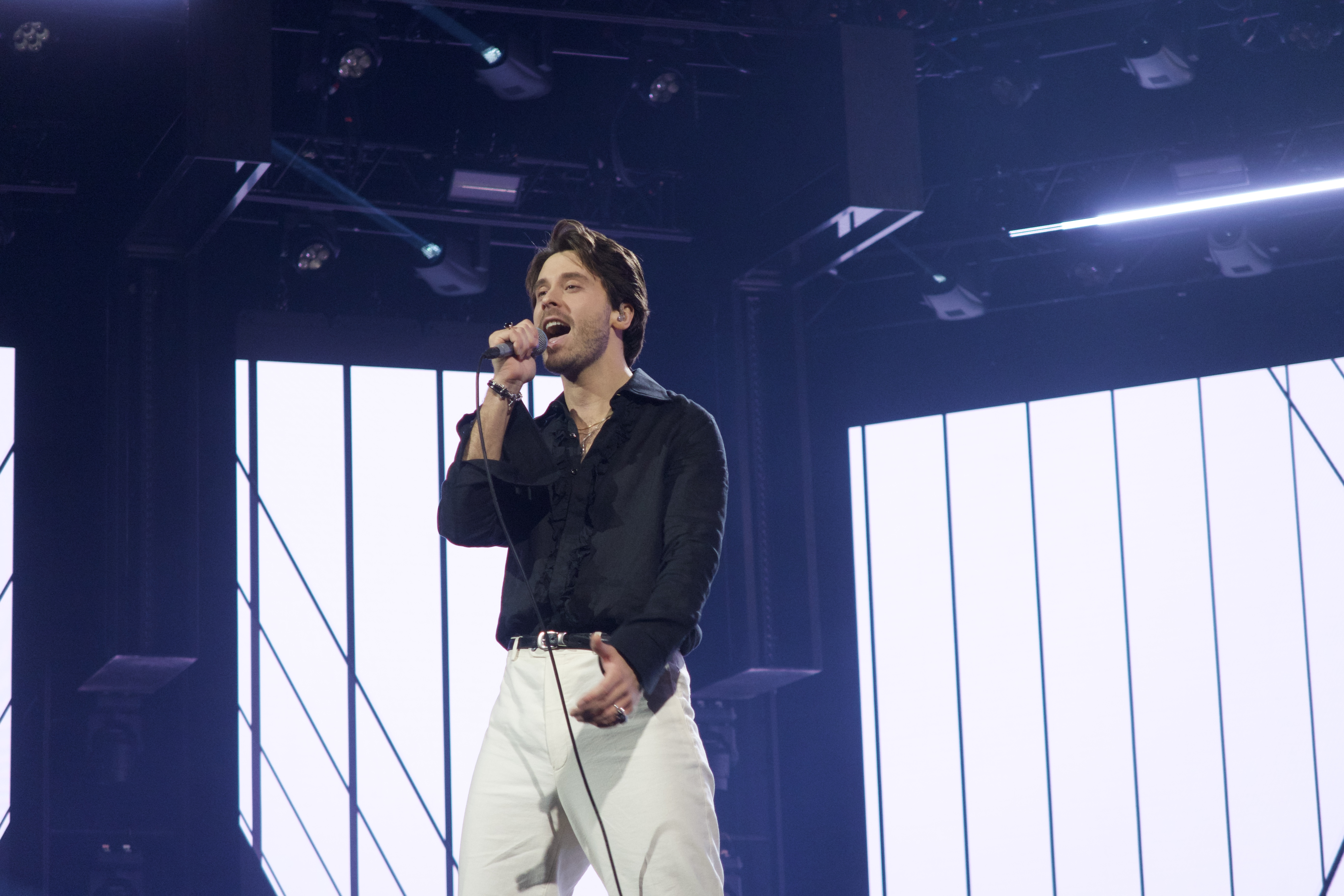
Victor Crone interprétant Diamonds.
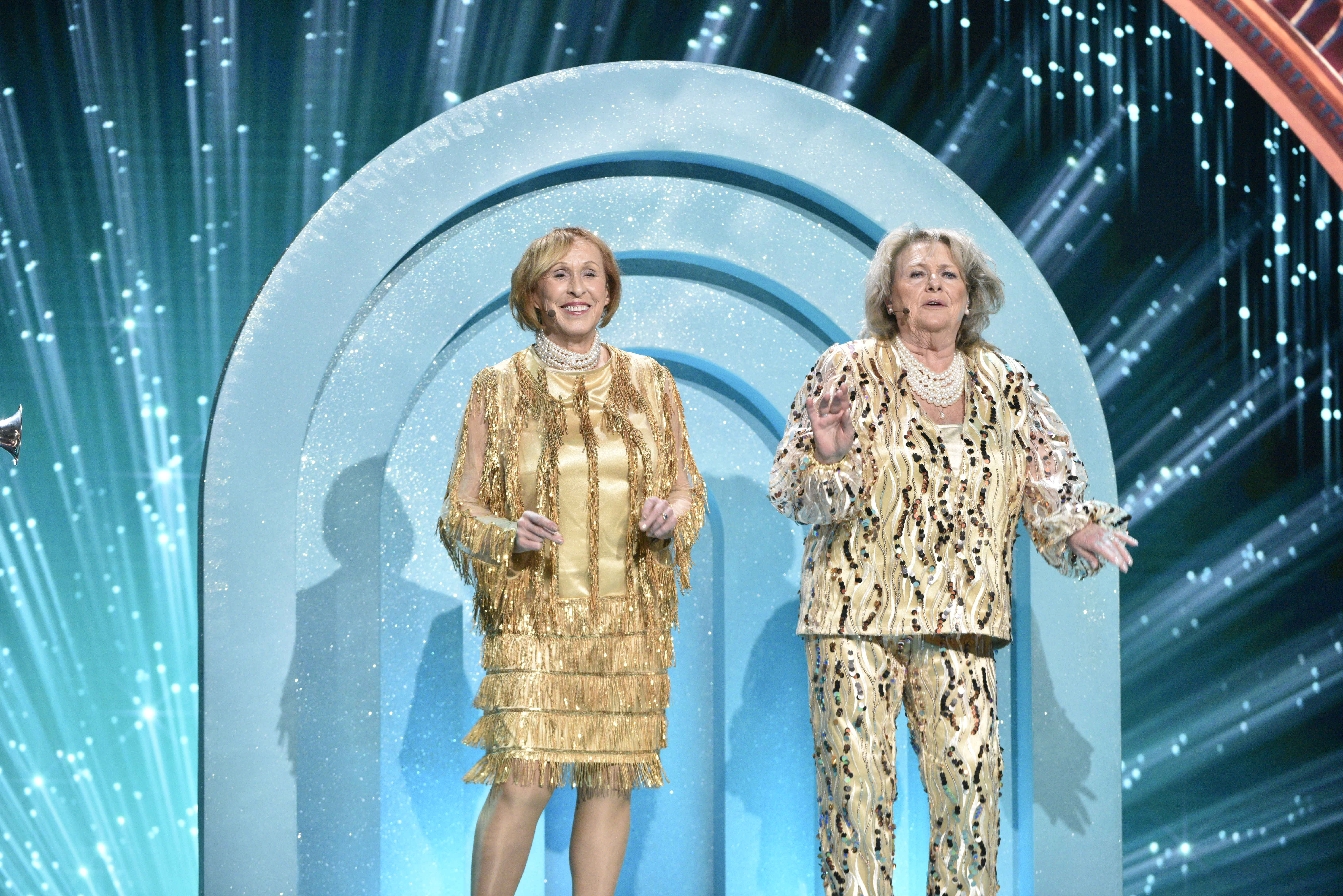
Eva Rydberg et Ewa Roos interprétant Länge Leve Livet.
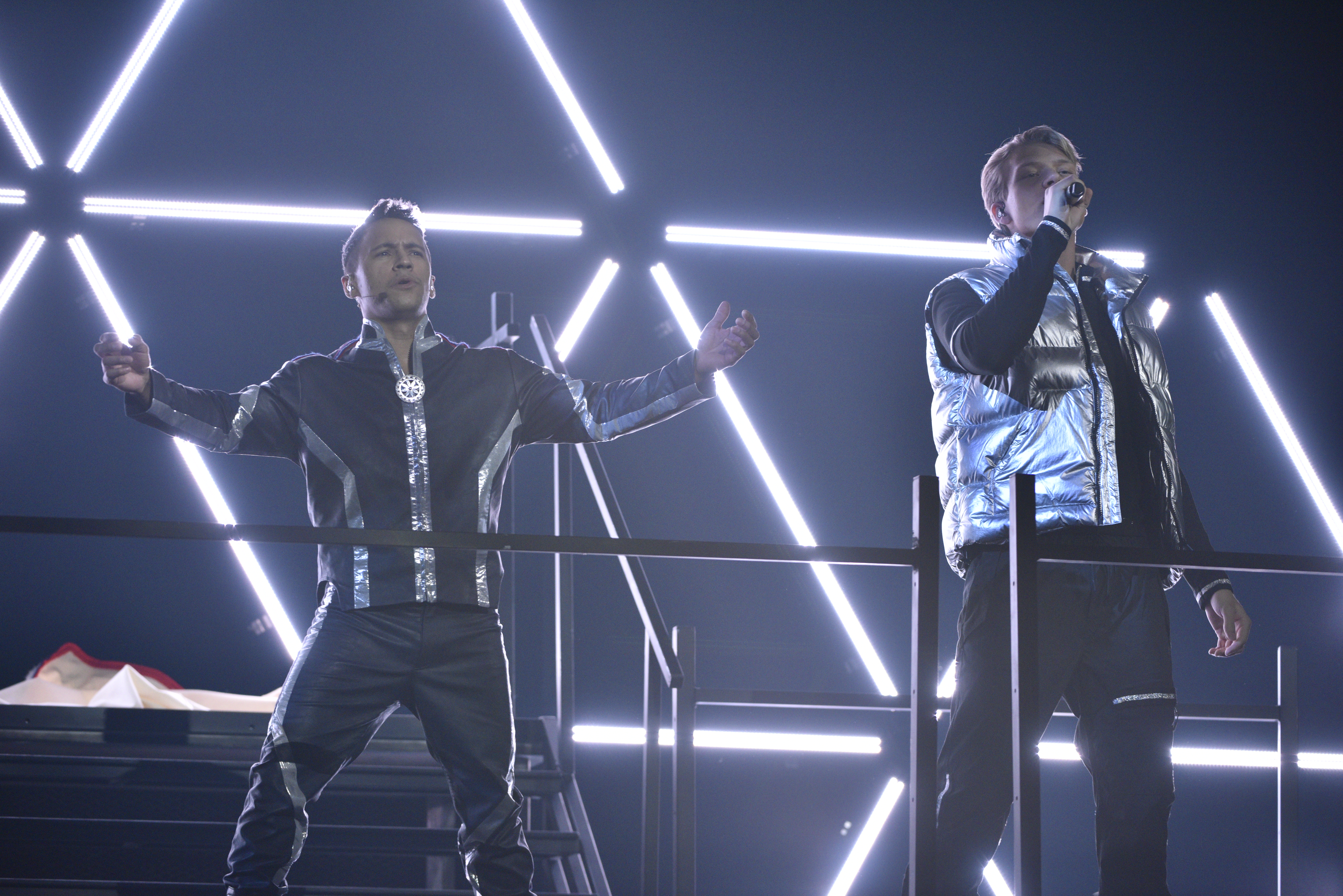
Jon Henrik Fjällgren et Adam Woods interprétant Where You Are (Sávežan).

### Deuxième audition − Linköping
La deuxième audition a lieu le 11 février 2023 en direct de la Saab Arena de Linköping.
| Détail du télévote du 2e tour | Détail du télévote du 2e tour     | Détail du télévote du 2e tour | Détail du télévote du 2e tour | Détail du télévote du 2e tour | Détail du télévote du 2e tour | Détail du télévote du 2e tour | Détail du télévote du 2e tour | Détail du télévote du 2e tour | Détail du télévote du 2e tour |
| #                             | Chanson                           | Groupes d'âge                 | Groupes d'âge                 | Groupes d'âge                 | Groupes d'âge                 | Groupes d'âge                 | Groupes d'âge                 | Groupes d'âge                 | Téléphone                     |
| #                             | Chanson                           | 3-9                           | 10-15                         | 16-29                         | 30-44                         | 45-59                         | 60-74                         | 75+                           | Téléphone                     |
| ----------------------------- | --------------------------------- | ----------------------------- | ----------------------------- | ----------------------------- | ----------------------------- | ----------------------------- | ----------------------------- | ----------------------------- | ----------------------------- |
| 1                             | All My Life (Where Have You Been) | 8                             | 8                             | 8                             | 5                             | 5                             | 5                             | 5                             | 3                             |
| 2                             | Comfortable                       | 3                             | 3                             | 1                             | 1                             | 1                             | 1                             | 1                             | 1                             |
| 3                             | Grytan                            | 1                             | 1                             | 3                             | 3                             | 3                             | 3                             | 3                             | 5                             |
| 4                             | On My Way                         | 10                            | 12                            | 12                            | 10                            | 12                            | 10                            | 10                            | 8                             |
| 5                             | Now I Know                        | 5                             | 5                             | 5                             | 8                             | 10                            | 12                            | 12                            | 12                            |
| 7                             | Mer av dig                        | 12                            | 10                            | 10                            | 12                            | 8                             | 8                             | 8                             | 10                            |

| # | Artiste         | Chanson                           | 1er tour  | 1er tour | 2e tour | 2e tour | 2e tour | Résultat    |
| # | Artiste         | Chanson                           | Voix      | Place    | Voix    | Points  | Place   | Résultat    |
| - | --------------- | --------------------------------- | --------- | -------- | ------- | ------- | ------- | ----------- |
| 1 | Wiktoria        | All My Life (Where Have You Been) | 1 057 852 | 4        | 520 646 | 47      | 4       | Éliminée    |
| 2 | Eden            | Comfortable                       | 608 948   | 6        | 218 298 | 12      | 6       | Éliminée    |
| 3 | Uje Brandelius  | Grytan                            | 585 684   | 7        | 277 599 | 22      | 5       | Éliminé     |
| 4 | Panetoz         | On My Way                         | 1 333 786 | 2        | 784 687 | 84      | 1       | Finale      |
| 5 | Tennessee Tears | Now I Know                        | 1 001 348 | 5        | 500 652 | 69      | 3       | Demi-finale |
| 6 | Maria Sur       | Never Give Up                     | 1 346 229 | 1        | —       | —       | —       | Finale      |
| 7 | Theoz           | Mer av dig                        | 1 106 875 | 3        | 765 979 | 78      | 2       | Demi-finale |

Galerie
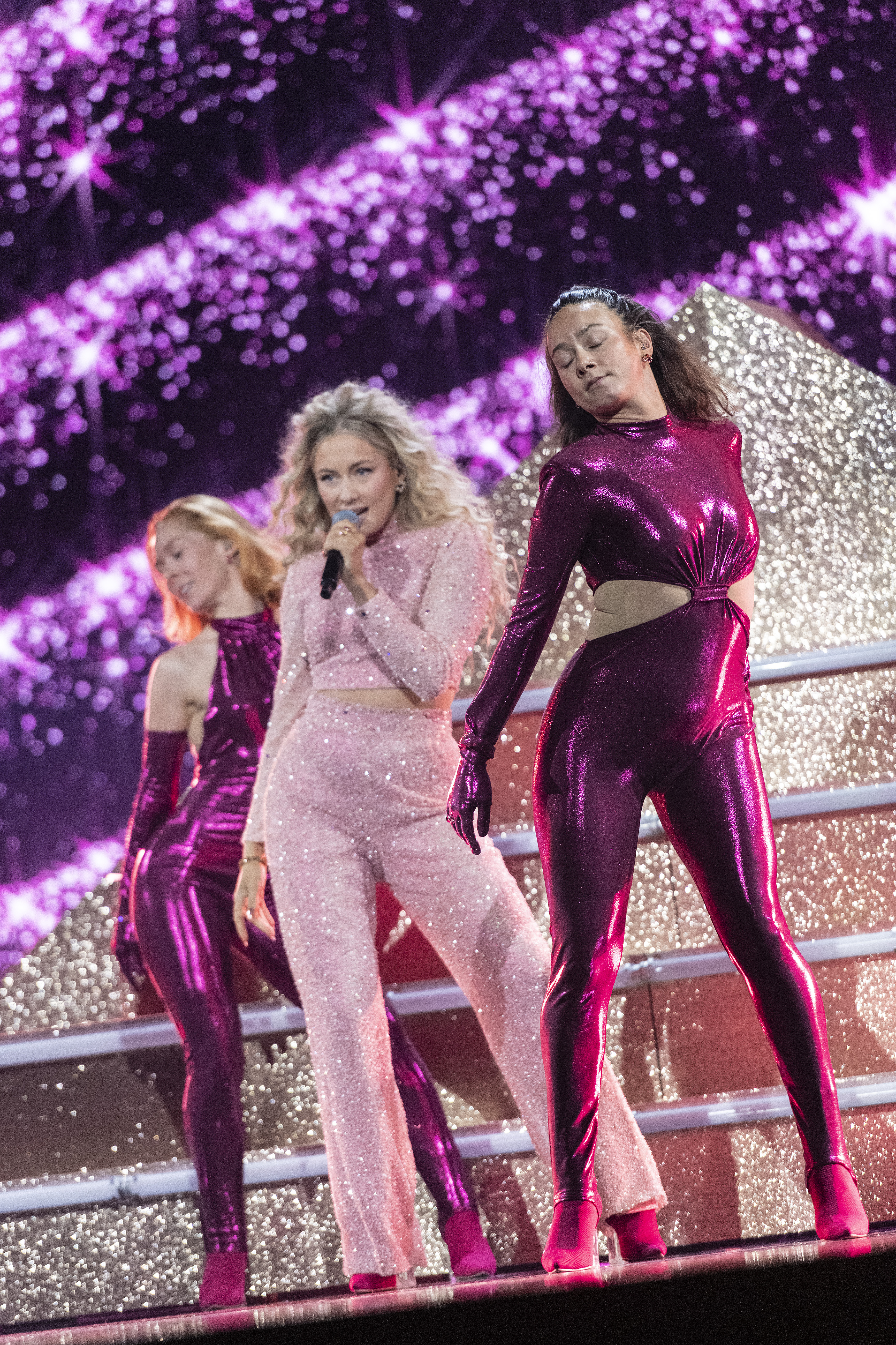
Wiktoria interprétant All My Life (Where Have You Been)
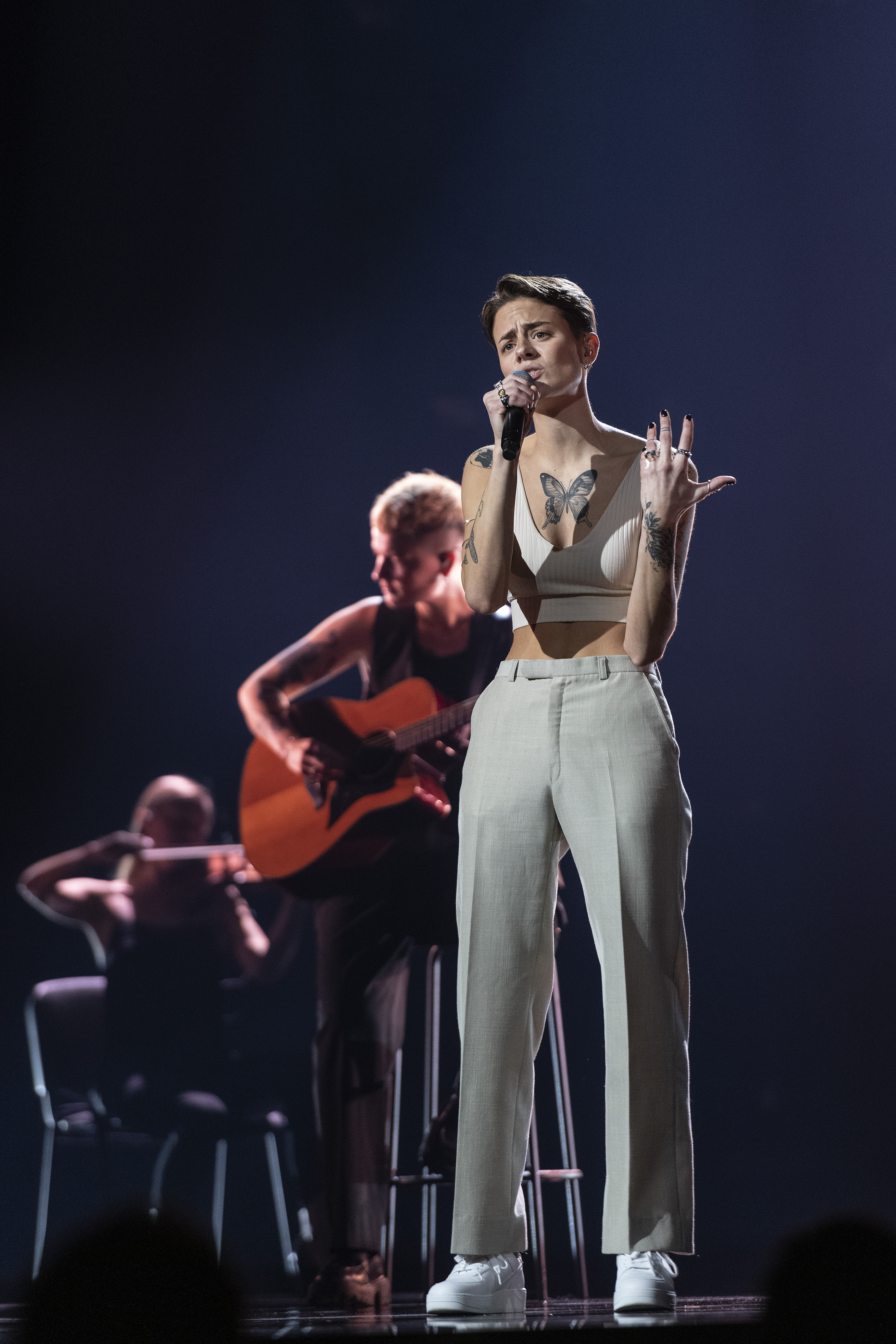
Eden interprétant Comfortable.
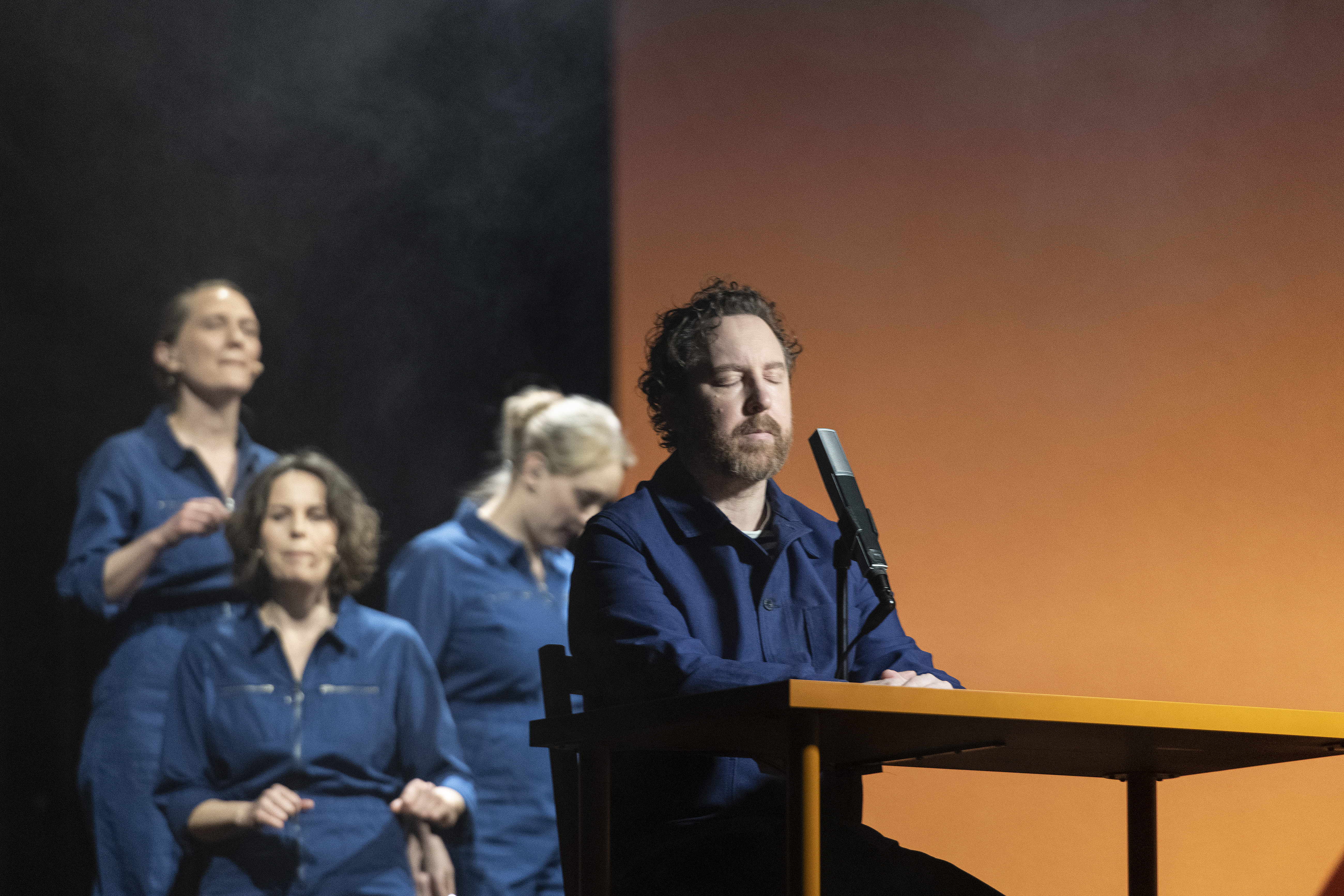
Uje Brandelius interprétant Grytan.
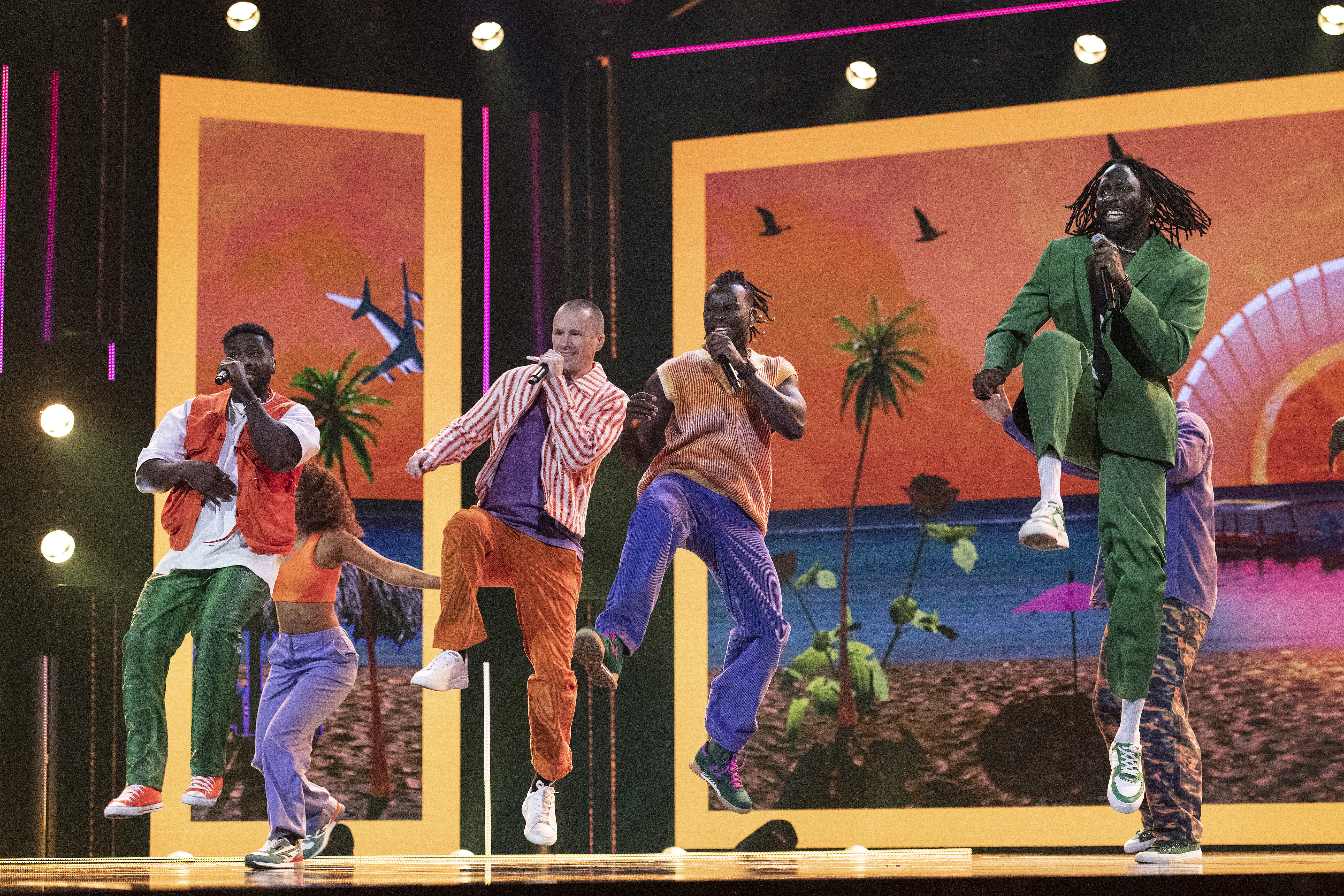
Panetoz interprétant On My Way.
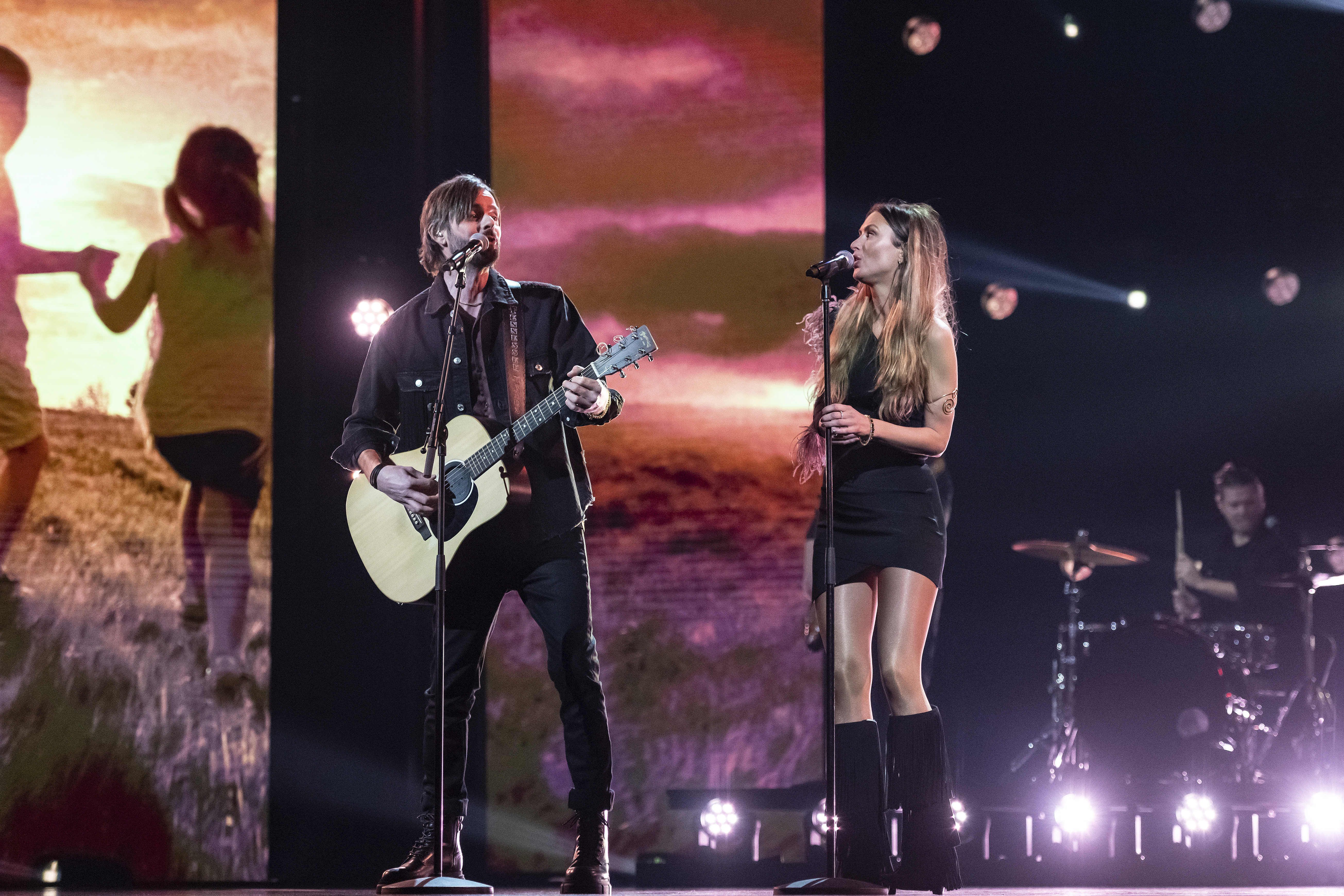
Tennessee Tears interprétant Now I Know.
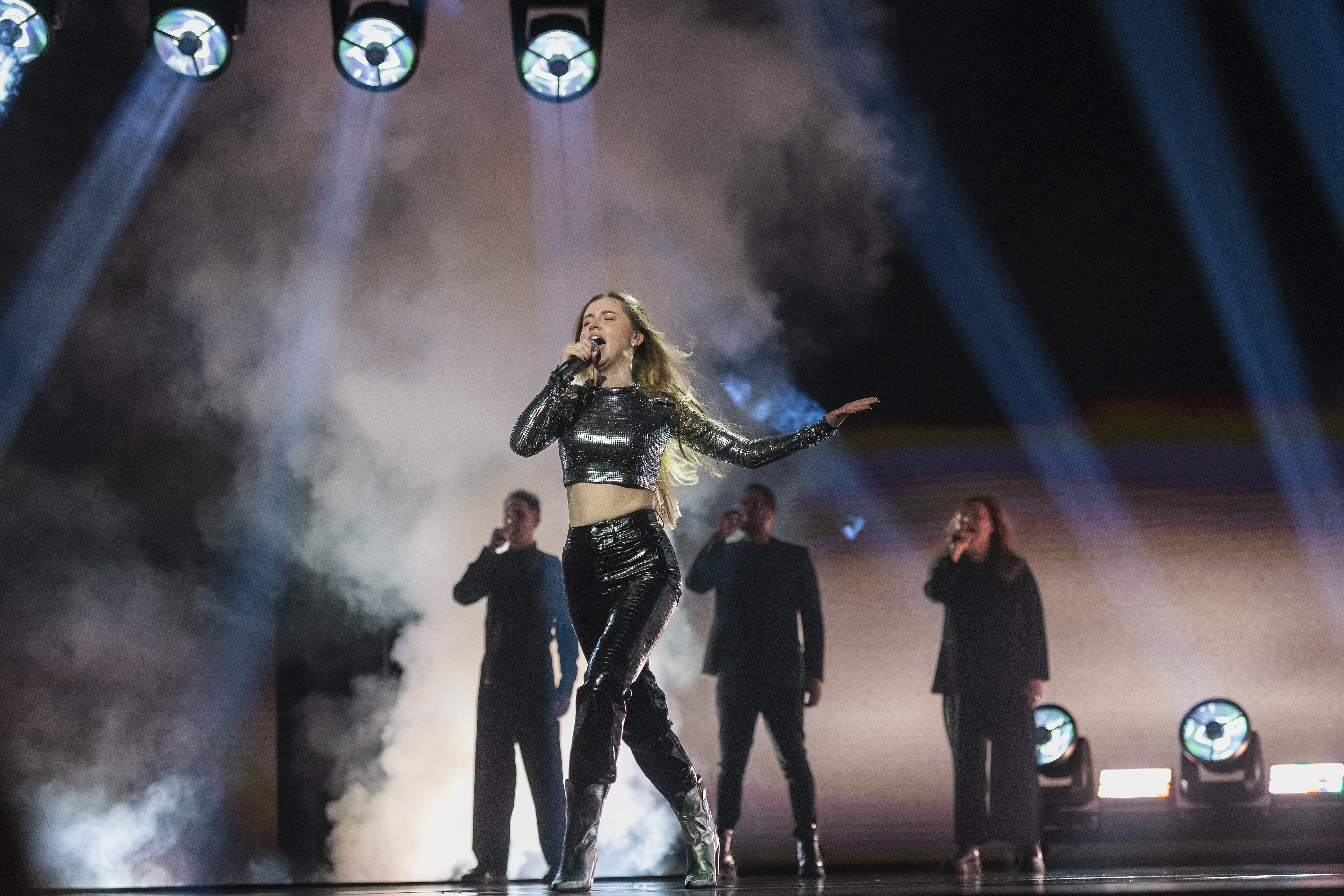
Maria Sur interprétant Never Give Up.
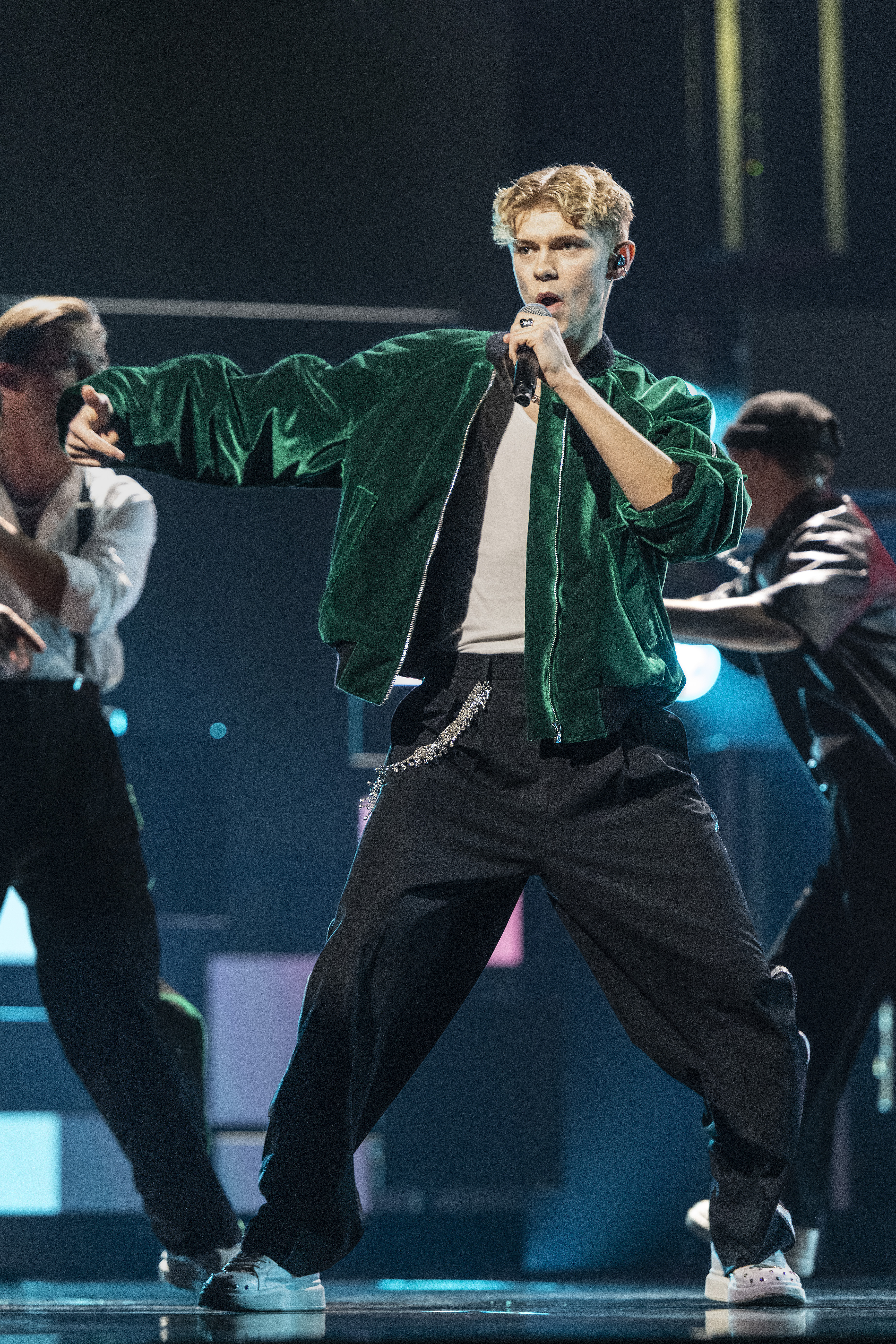
Theoz interprétant Mer Av Dig.

### Troisième audition − Lidköping
La troisième série a lieu le 18 février 2023 en direct de la Sparbanken Lidköping Arena de Lidköping.
| Détail du télévote du 2e tour | Détail du télévote du 2e tour | Détail du télévote du 2e tour | Détail du télévote du 2e tour | Détail du télévote du 2e tour | Détail du télévote du 2e tour | Détail du télévote du 2e tour | Détail du télévote du 2e tour | Détail du télévote du 2e tour | Détail du télévote du 2e tour |
| #                             | Chanson                       | Groupes d'âge                 | Groupes d'âge                 | Groupes d'âge                 | Groupes d'âge                 | Groupes d'âge                 | Groupes d'âge                 | Groupes d'âge                 | Téléphone                     |
| #                             | Chanson                       | 3-9                           | 10-15                         | 16-29                         | 30-44                         | 45-59                         | 60-74                         | 75+                           | Téléphone                     |
| ----------------------------- | ----------------------------- | ----------------------------- | ----------------------------- | ----------------------------- | ----------------------------- | ----------------------------- | ----------------------------- | ----------------------------- | ----------------------------- |
| 1                             | Royals                        | 12                            | 12                            | 12                            | 12                            | 12                            | 10                            | 12                            | 3                             |
| 2                             | Så kommer känslorna tillbaka  | 1                             | 1                             | 3                             | 1                             | 3                             | 5                             | 5                             | 10                            |
| 3                             | For the Show                  | 5                             | 10                            | 5                             | 8                             | 8                             | 8                             | 8                             | 5                             |
| 4                             | Släpp alla sorger             | 8                             | 3                             | 10                            | 10                            | 10                            | 12                            | 10                            | 12                            |
| 5                             | Sober                         | 8                             | 1                             | 5                             | 1                             | 3                             | 1                             | 1                             |                               |
| 6                             | Låt hela stan se på           | 3                             | 5                             | 8                             | 3                             | 5                             | 1                             | 3                             | 8                             |

| # | Artiste           | Chanson                      | 1er tour  | 1er tour | 2e tour | 2e tour | 2e tour | Résultat    |
| # | Artiste           | Chanson                      | Voix      | Place    | Voix    | Points  | Place   | Résultat    |
| - | ----------------- | ---------------------------- | --------- | -------- | ------- | ------- | ------- | ----------- |
| 1 | Paul Rey          | Royals                       | 1 151 609 | 2        | 693 857 | 85      | 1       | Finale      |
| 2 | Casanovas         | Så kommer känslorna tillbaka | 647 419   | 7        | 290 521 | 29      | 6       | Éliminé     |
| 3 | Melanie Wehbe     | For the Show                 | 903 976   | 4        | 477 315 | 57      | 3       | Demi-Finale |
| 4 | Nordman           | Släpp alla sorger            | 975 890   | 3        | 589 916 | 75      | 2       | Demi-Finale |
| 5 | Laurell           | Sober                        | 750 918   | 6        | 391 744 | 30      | 5       | Éliminé     |
| 6 | Ida-Lova          | Låt hela stan se på          | 792 432   | 5        | 450 391 | 36      | 4       | Éliminé     |
| 7 | Marcus & Martinus | Air                          | 1 406 741 | 1        | —       | —       | —       | Finale      |

Galerie
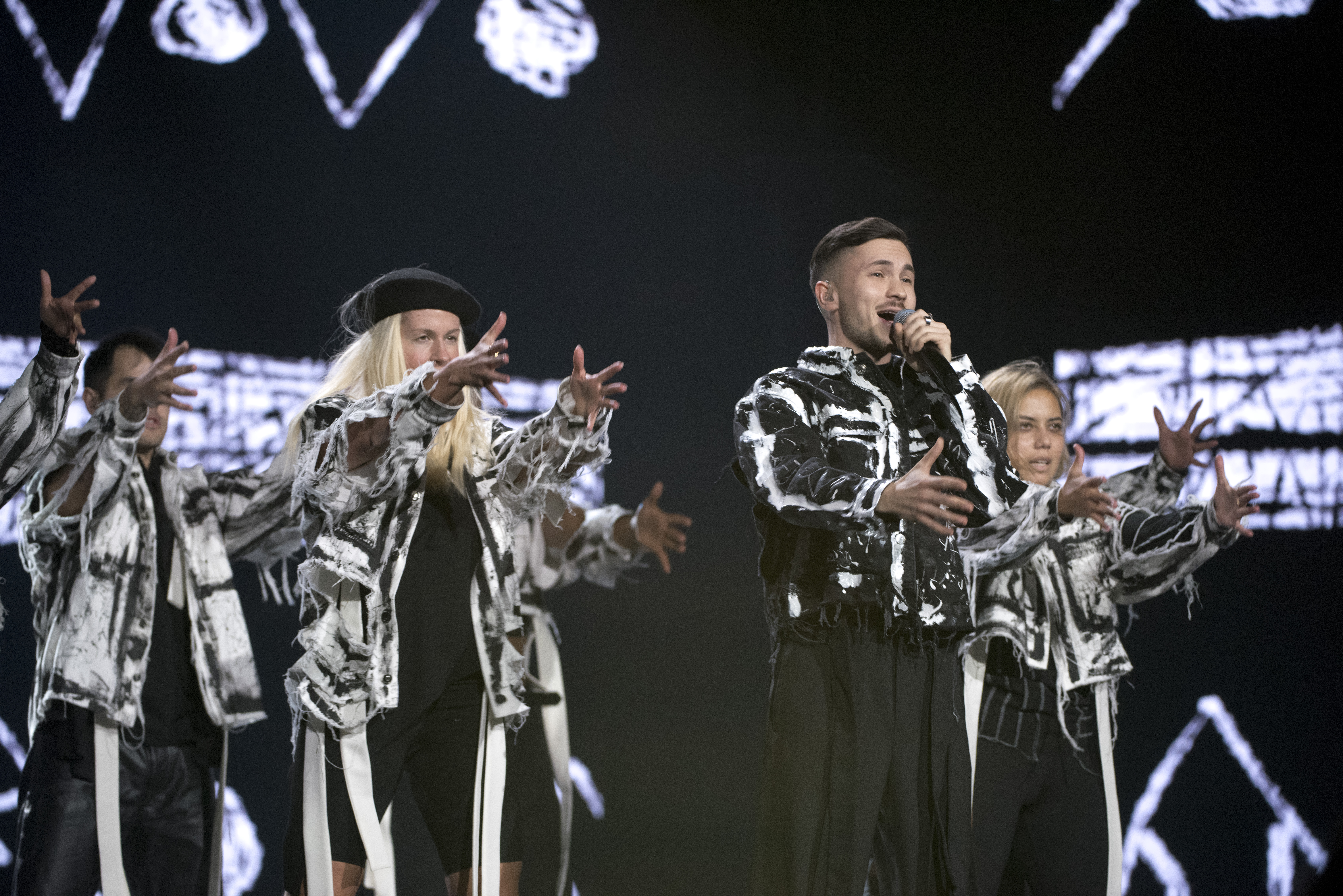
Paul Rey interprétant Royals.
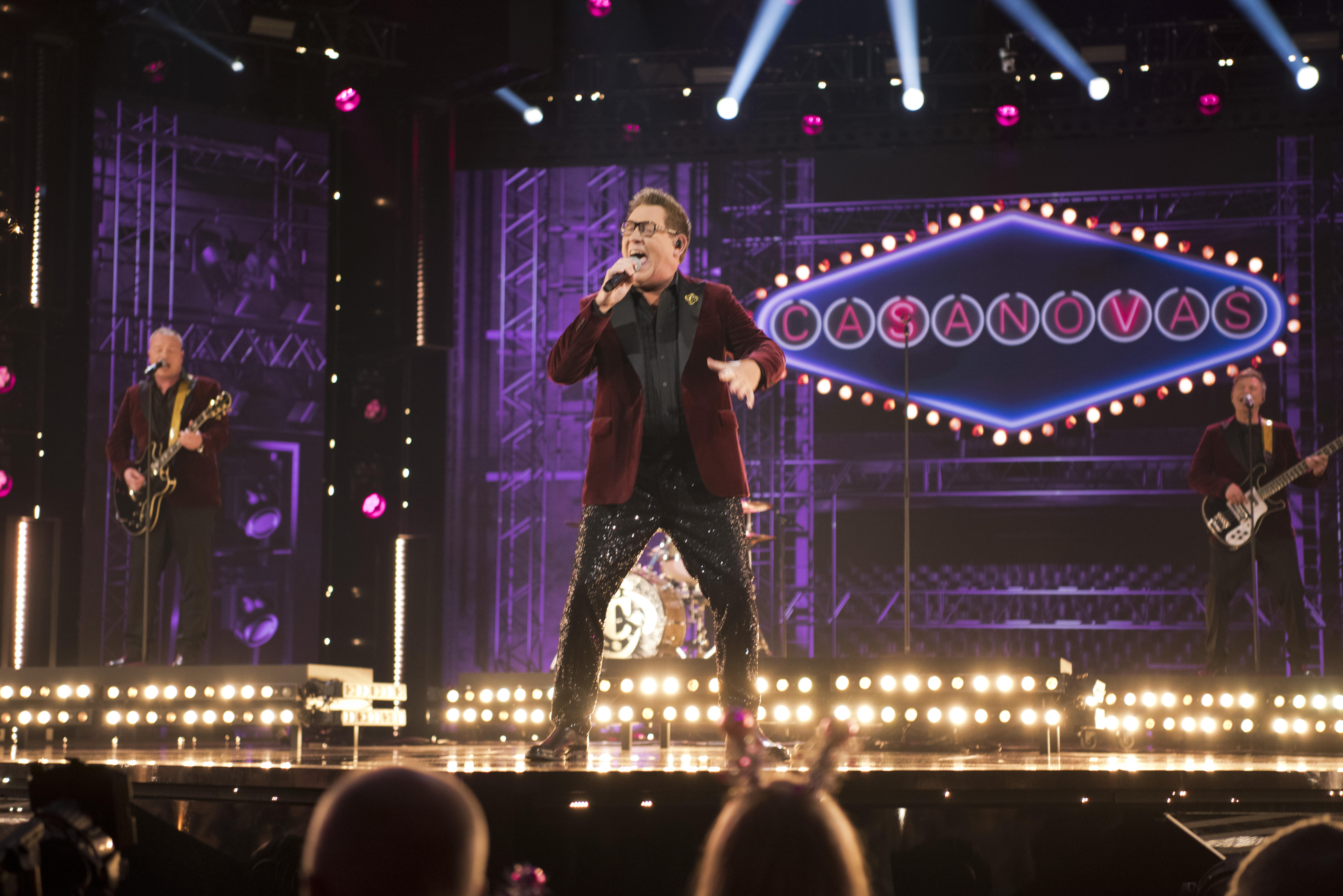
Casanovas interprétant Så kommer känslorna tillbaka.
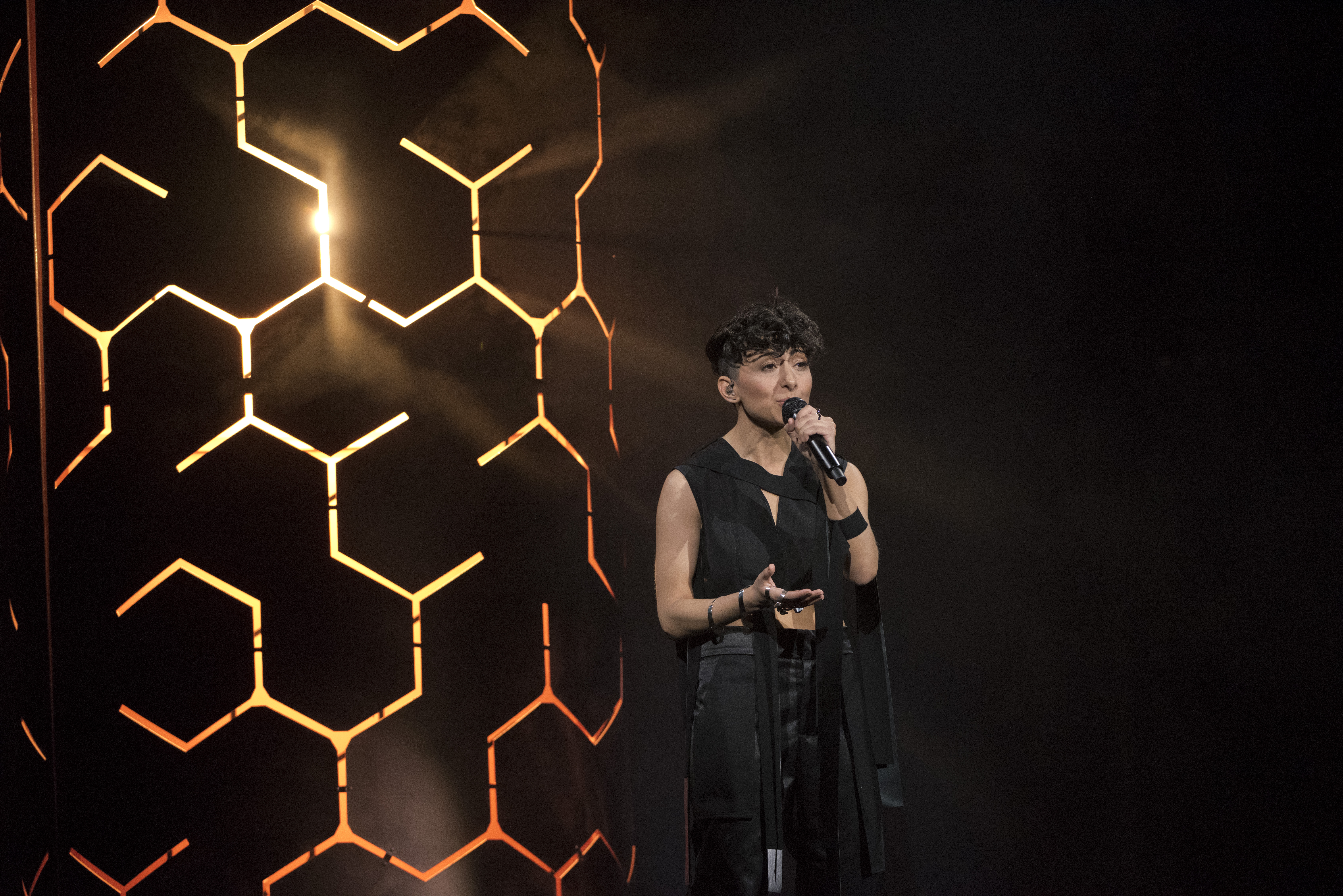
Melanie Wehbe interprétant For The Show.
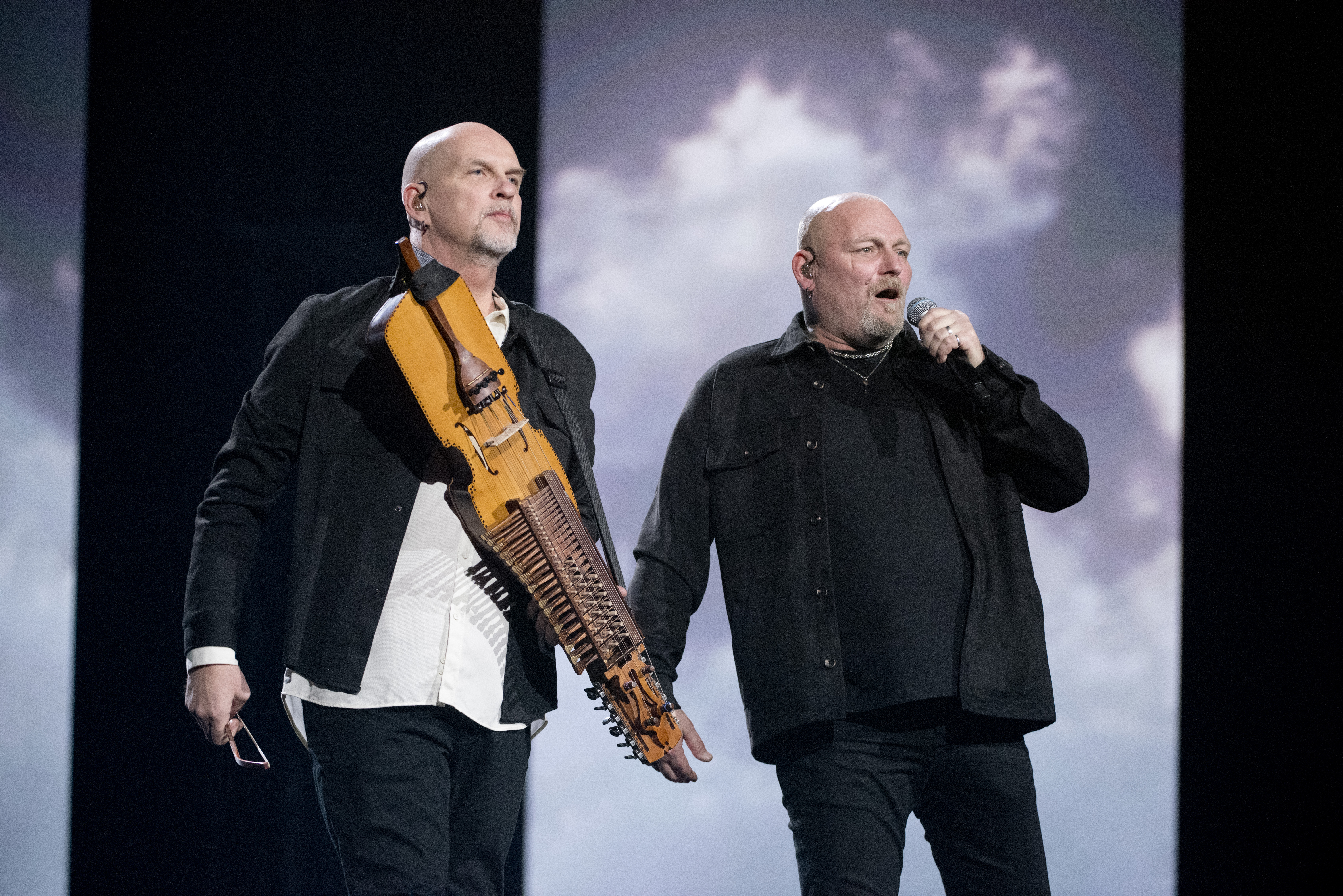
Nordman interprétant Släpp Alla Sorger.
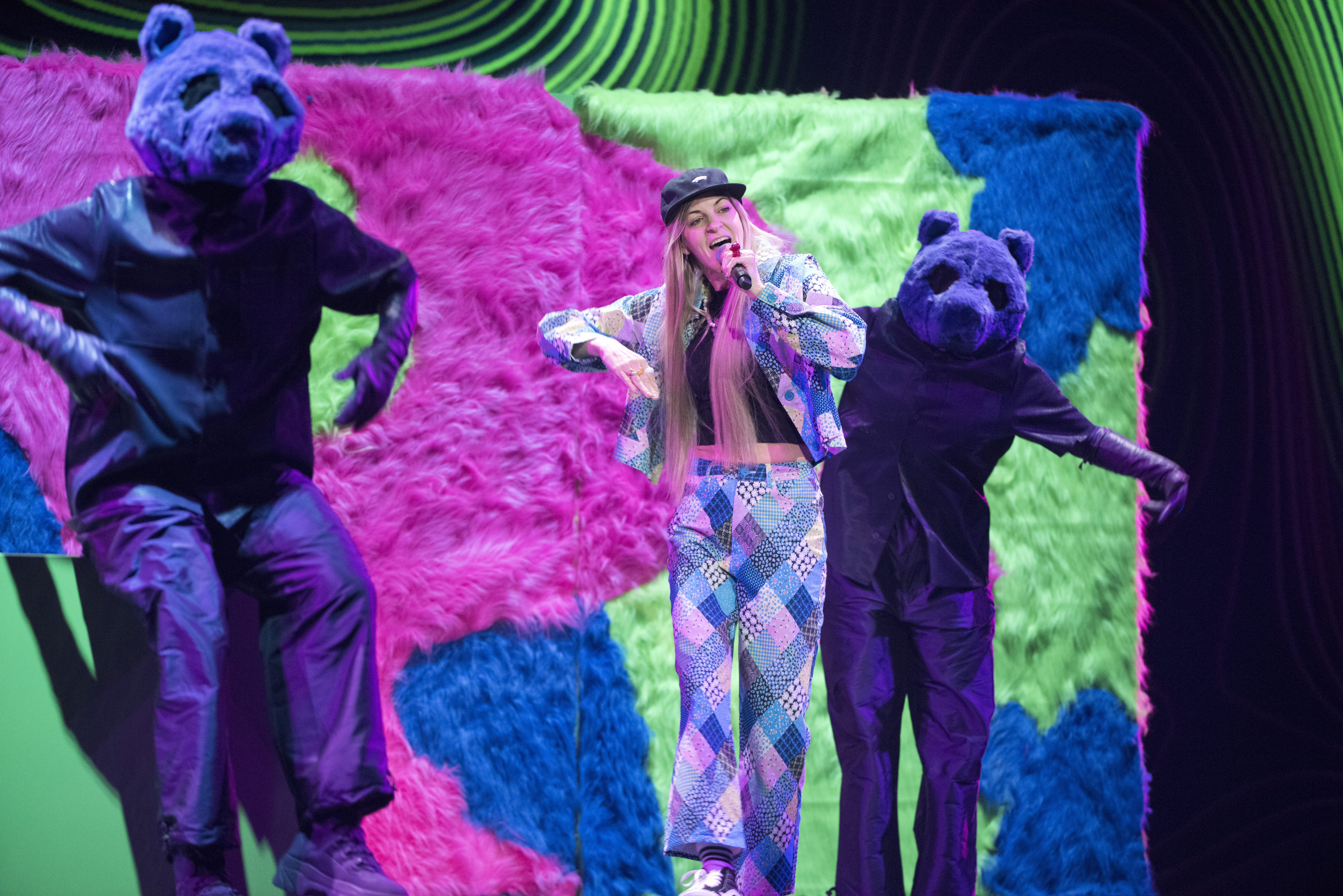
Laurell interprétant Sober.
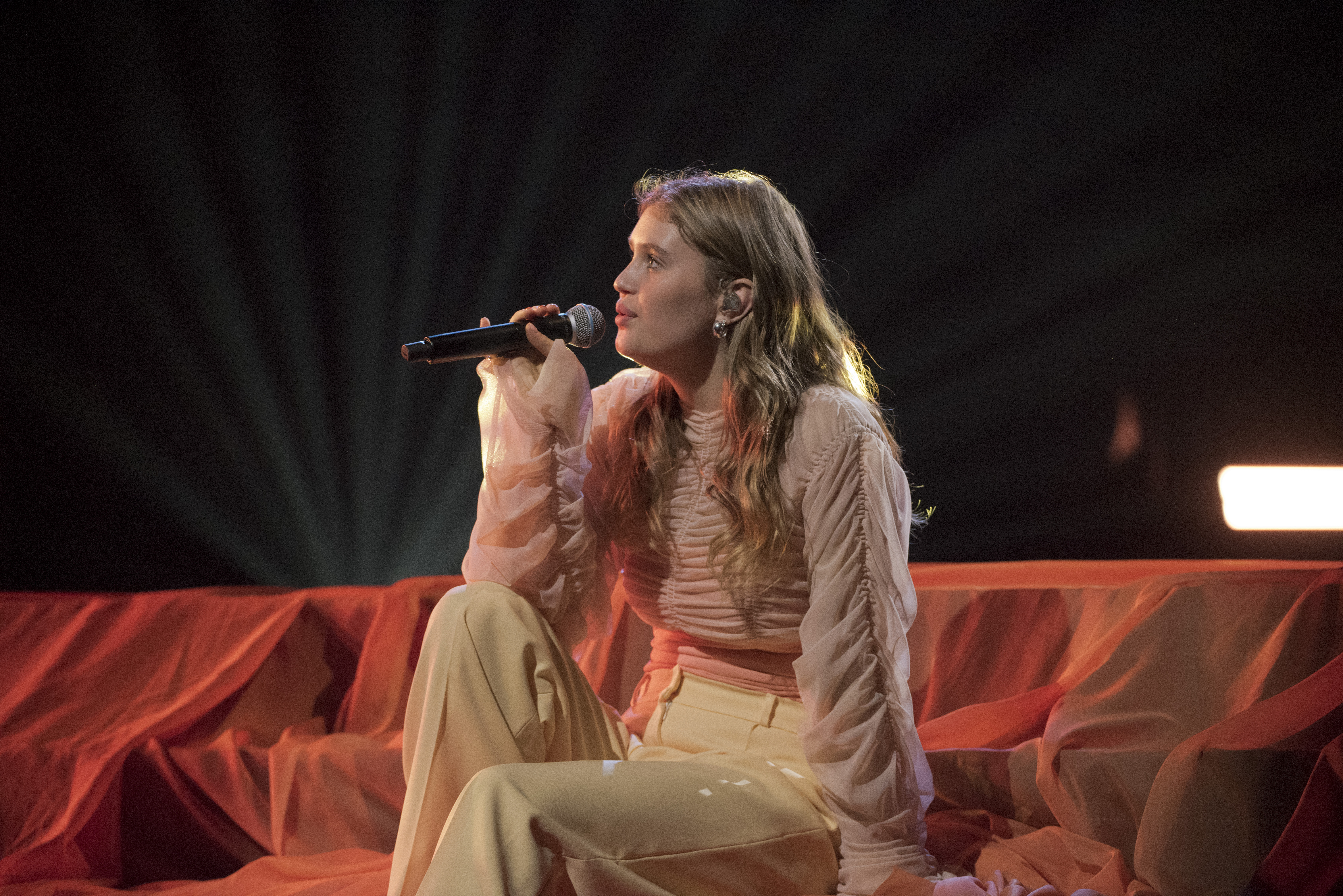
Ida-Lova interprétant Låt Hela Stan Se På.
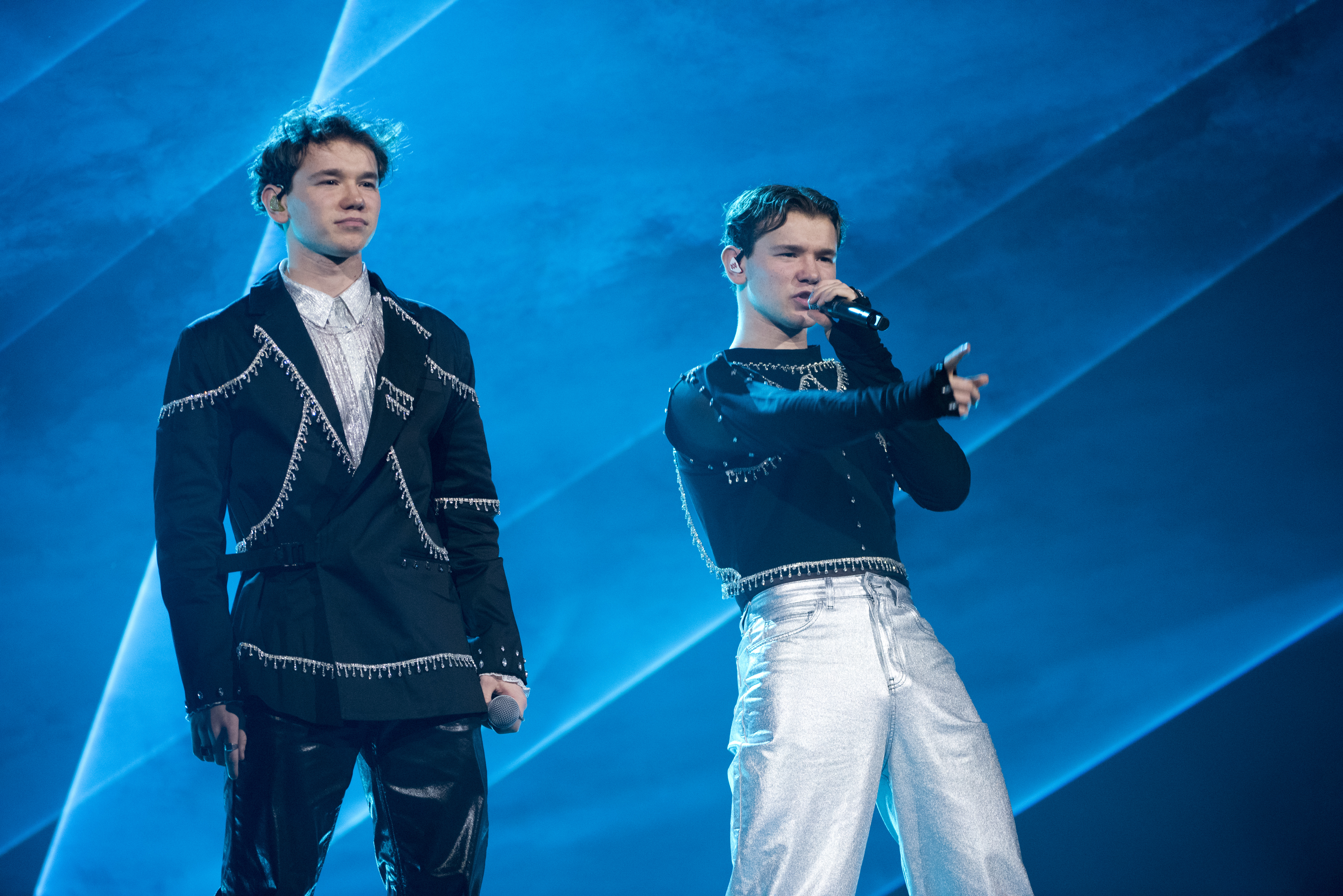
Marcus & Martinus interprétant Air.

### Quatrième audition − Malmö
La quatrième audition a lieu le 25 février 2023 en direct de la Malmö Arena de Malmö.
| Détail du télévote du 2e tour | Détail du télévote du 2e tour | Détail du télévote du 2e tour | Détail du télévote du 2e tour | Détail du télévote du 2e tour | Détail du télévote du 2e tour | Détail du télévote du 2e tour | Détail du télévote du 2e tour | Détail du télévote du 2e tour | Détail du télévote du 2e tour |
| #                             | Chanson                       | Groupes d'âge                 | Groupes d'âge                 | Groupes d'âge                 | Groupes d'âge                 | Groupes d'âge                 | Groupes d'âge                 | Groupes d'âge                 | Téléphone                     |
| #                             | Chanson                       | 3-9                           | 10-15                         | 16-29                         | 30-44                         | 45-59                         | 60-74                         | 75+                           | Téléphone                     |
| ----------------------------- | ----------------------------- | ----------------------------- | ----------------------------- | ----------------------------- | ----------------------------- | ----------------------------- | ----------------------------- | ----------------------------- | ----------------------------- |
| 1                             | Where Did You Go              | 12                            | 12                            | 10                            | 10                            | 5                             | 5                             | 10                            | 5                             |
| 2                             | Edelweiss                     | 5                             | 1                             | 1                             | 3                             | 3                             | 3                             | 8                             | 3                             |
| 3                             | Six Feet Under                | 10                            | 8                             | 12                            | 12                            | 12                            | 10                            | 3                             | 12                            |
| 4                             | One Day                       | 1                             | 3                             | 5                             | 5                             | 10                            | 12                            | 12                            | 8                             |
| 5                             | Mera mera mera                | 8                             | 10                            | 3                             | 1                             | 1                             | 1                             | 1                             | 1                             |
| 6                             | Gorgeous                      | 3                             | 5                             | 8                             | 8                             | 8                             | 8                             | 5                             | 10                            |

| # | Artiste           | Chanson          | 1er tour  | 1er tour | 2e tour | 2e tour | 2e tour | Résultat    |
| # | Artiste           | Chanson          | Voix      | Place    | Voix    | Points  | Place   | Résultat    |
| - | ----------------- | ---------------- | --------- | -------- | ------- | ------- | ------- | ----------- |
| 1 | Kiana             | Where Did You Go | 1 105 369 | 3        | 610 462 | 69      | 2       | Demi-Finale |
| 2 | Signe & Hjördis   | Edelweiss        | 744 902   | 7        | 328 700 | 27      | 5       | Éliminé     |
| 3 | Smash Into Pieces | Six Feet Under   | 1 120 307 | 2        | 701 606 | 79      | 1       | Finale      |
| 4 | Mariette          | One Day          | 835 533   | 5        | 482 713 | 56      | 3       | Demi-Finale |
| 5 | Emil Henrohn      | Mera mera mera   | 760 793   | 6        | 382 224 | 26      | 6       | Éliminé     |
| 6 | Axel Schylström   | Gorgeous         | 861 688   | 4        | 483 061 | 55      | 4       | Éliminé     |
| 7 | Loreen            | Tattoo           | 1 515 287 | 1        | —       | —       | —       | Finale      |

Galerie
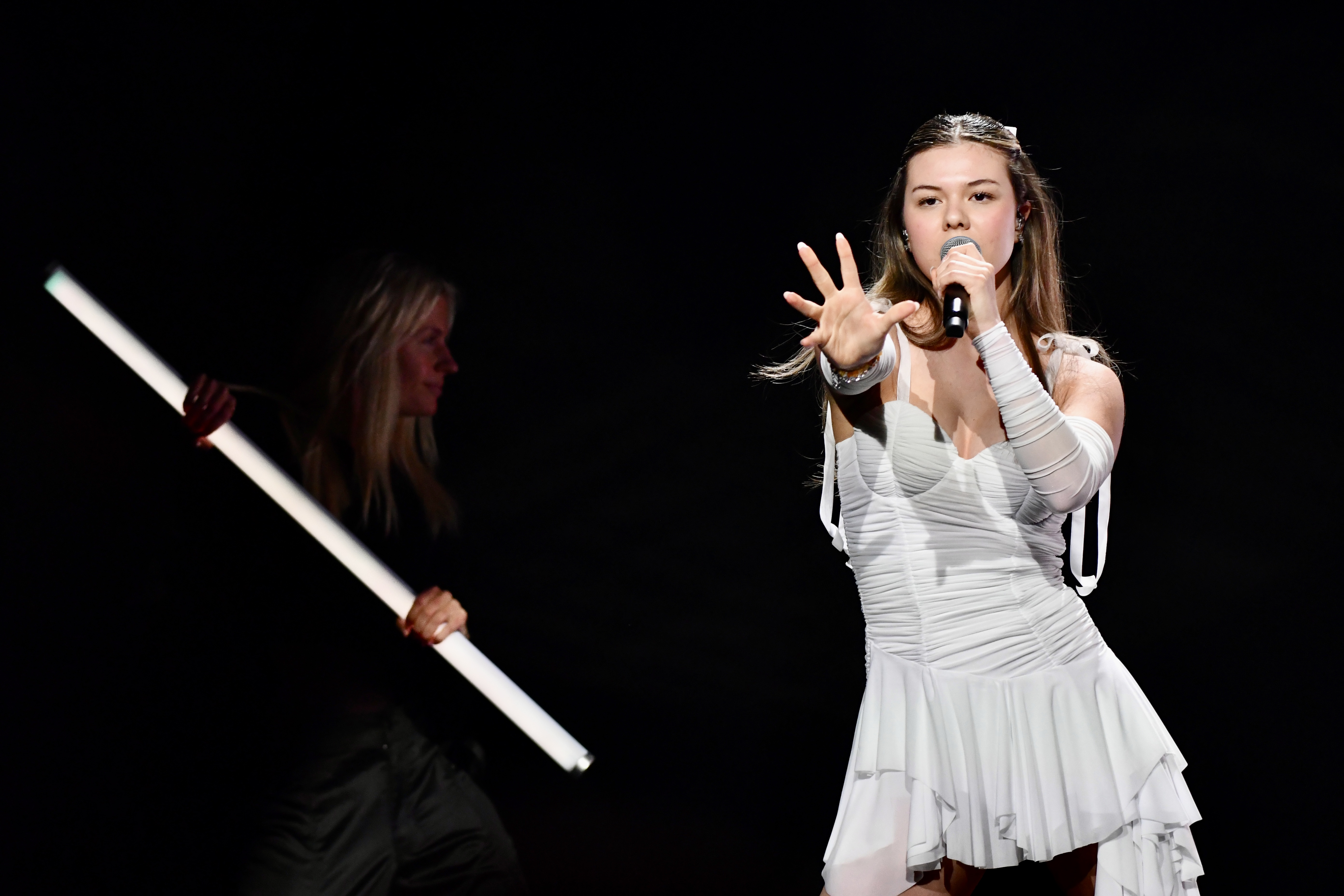
Kiana interprétant Where Did You Go.
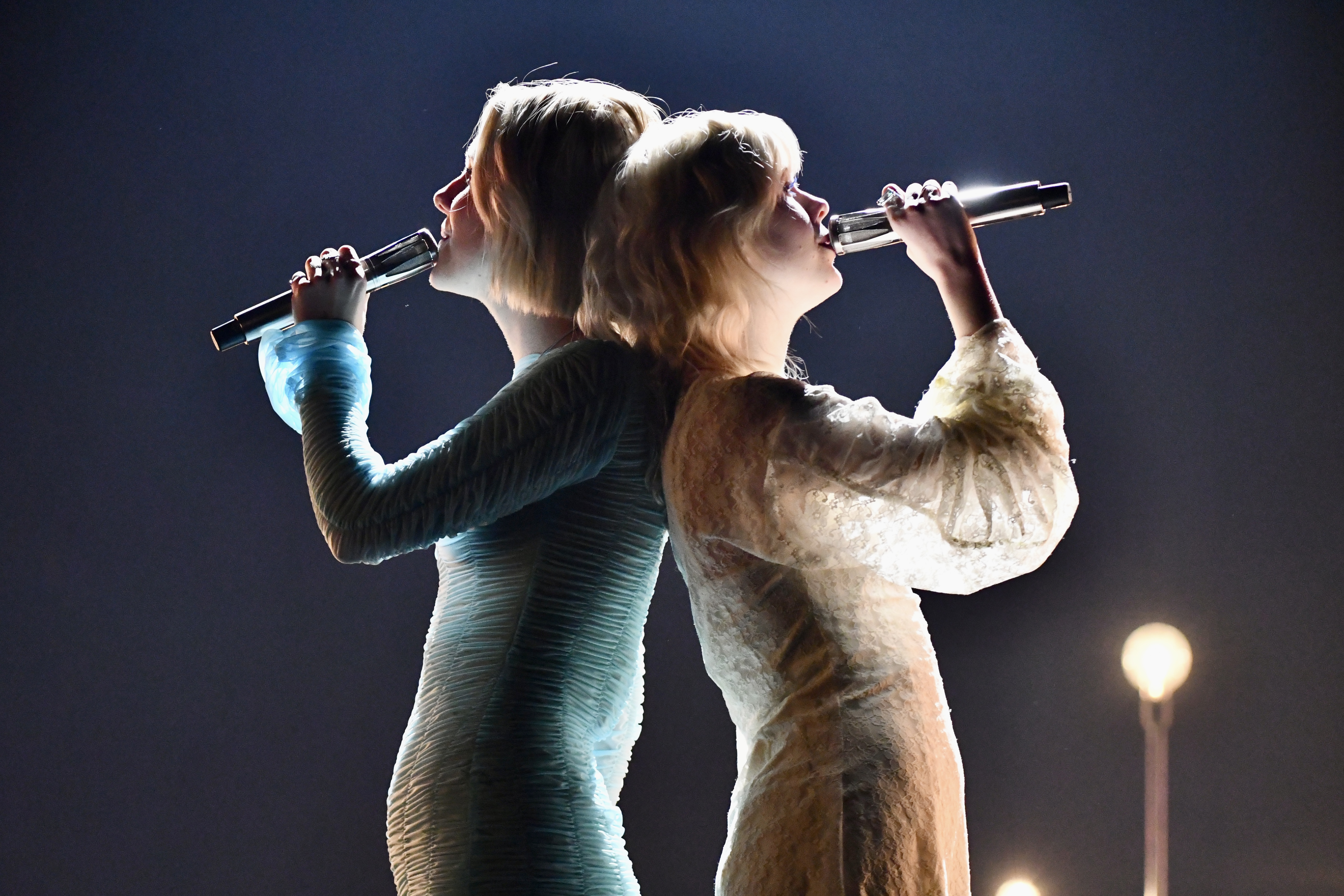
Signe & Hjördis interprétant Edelweiss.
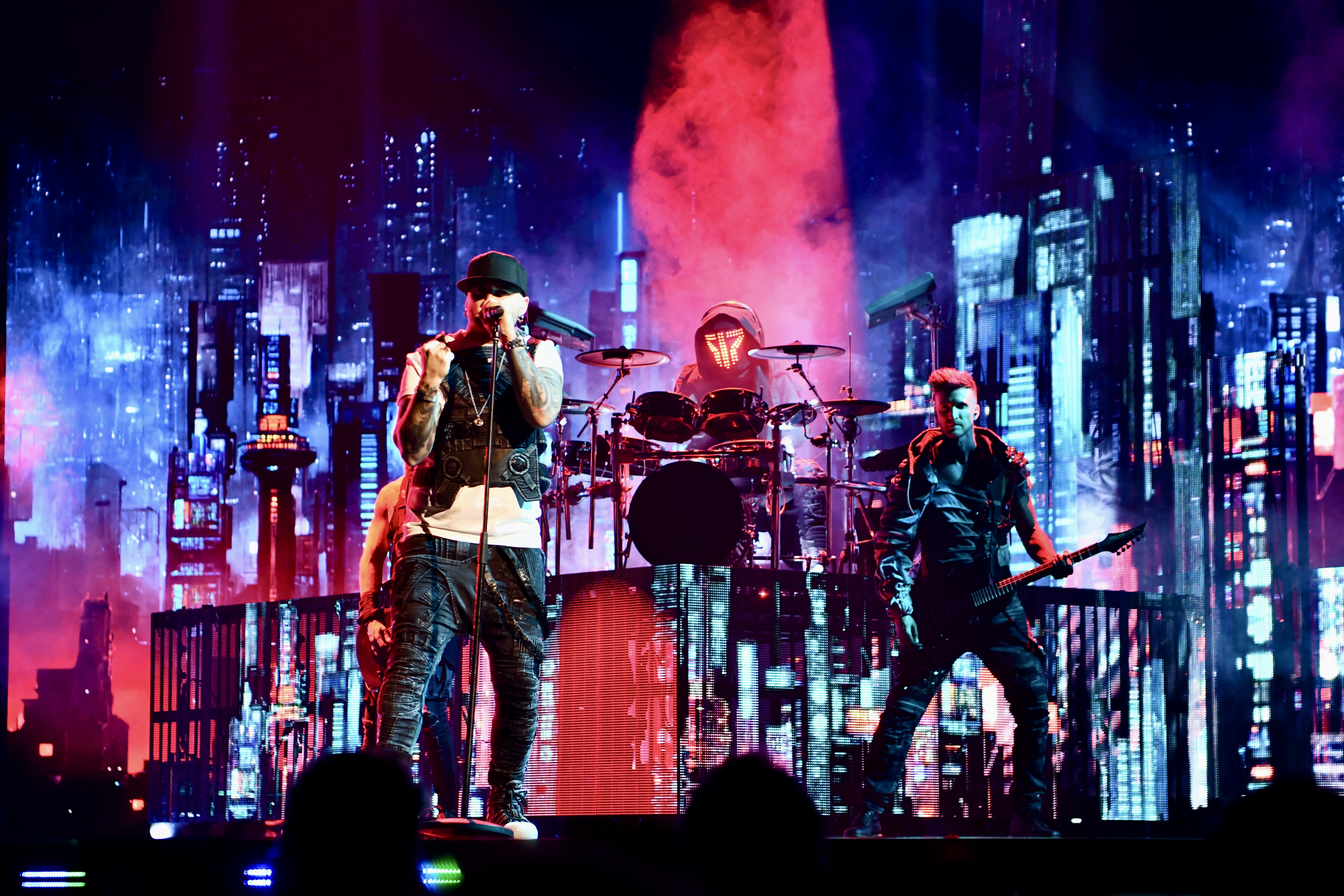
Smash Into Pieces interprétant Six Feet Under.
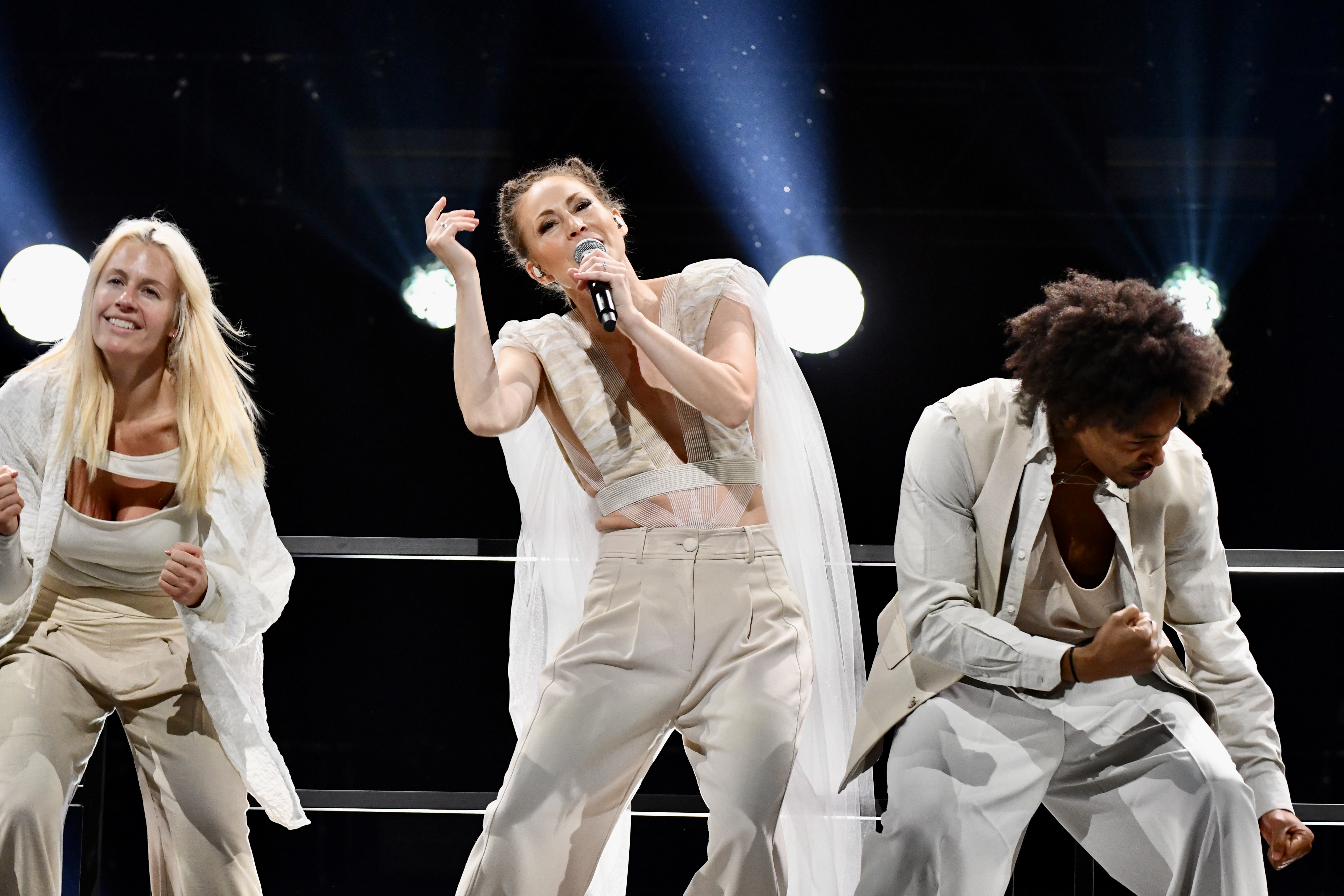
Mariette interprétant One Day.
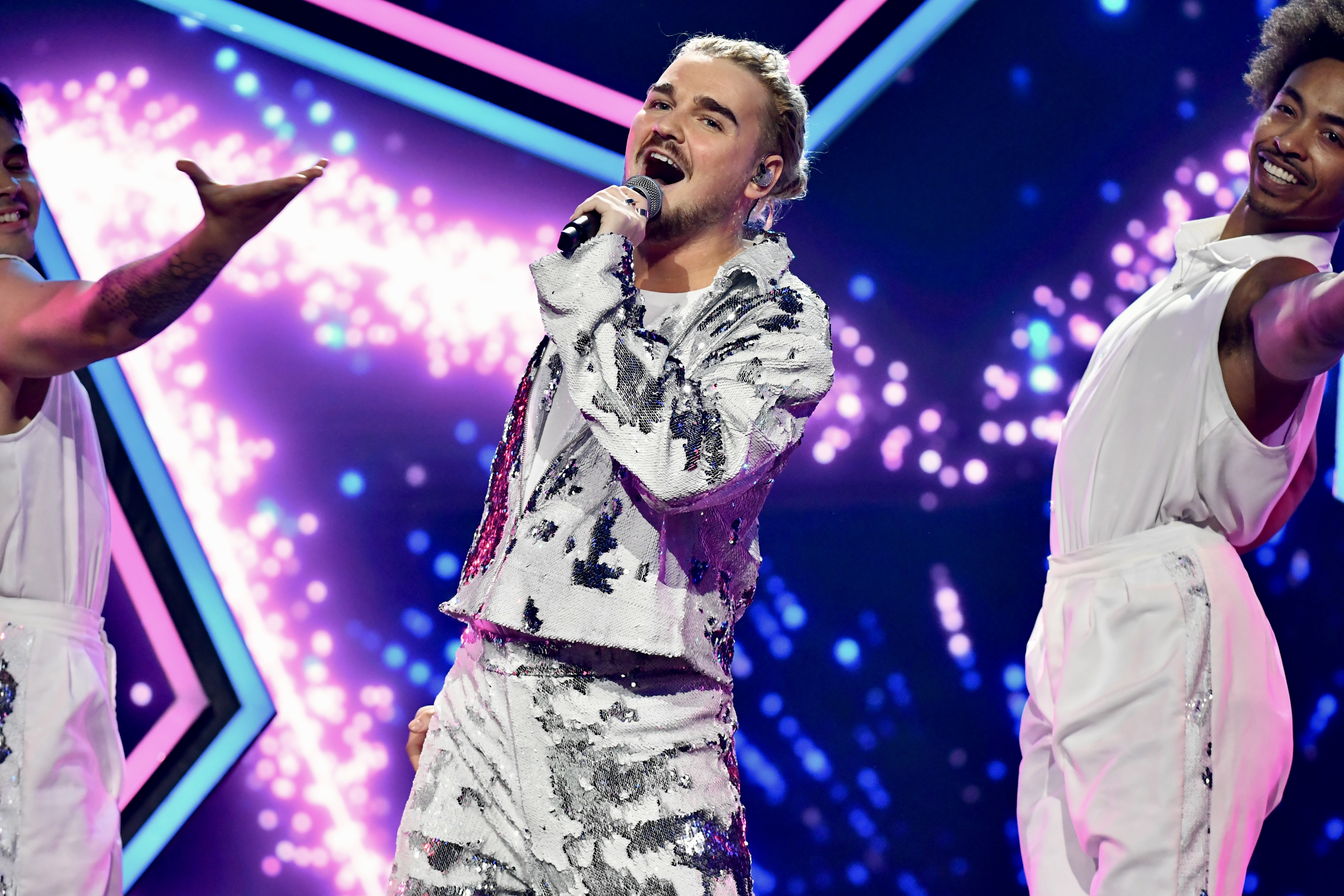
Emil Henrohn interprétant Mera Mera Mera.
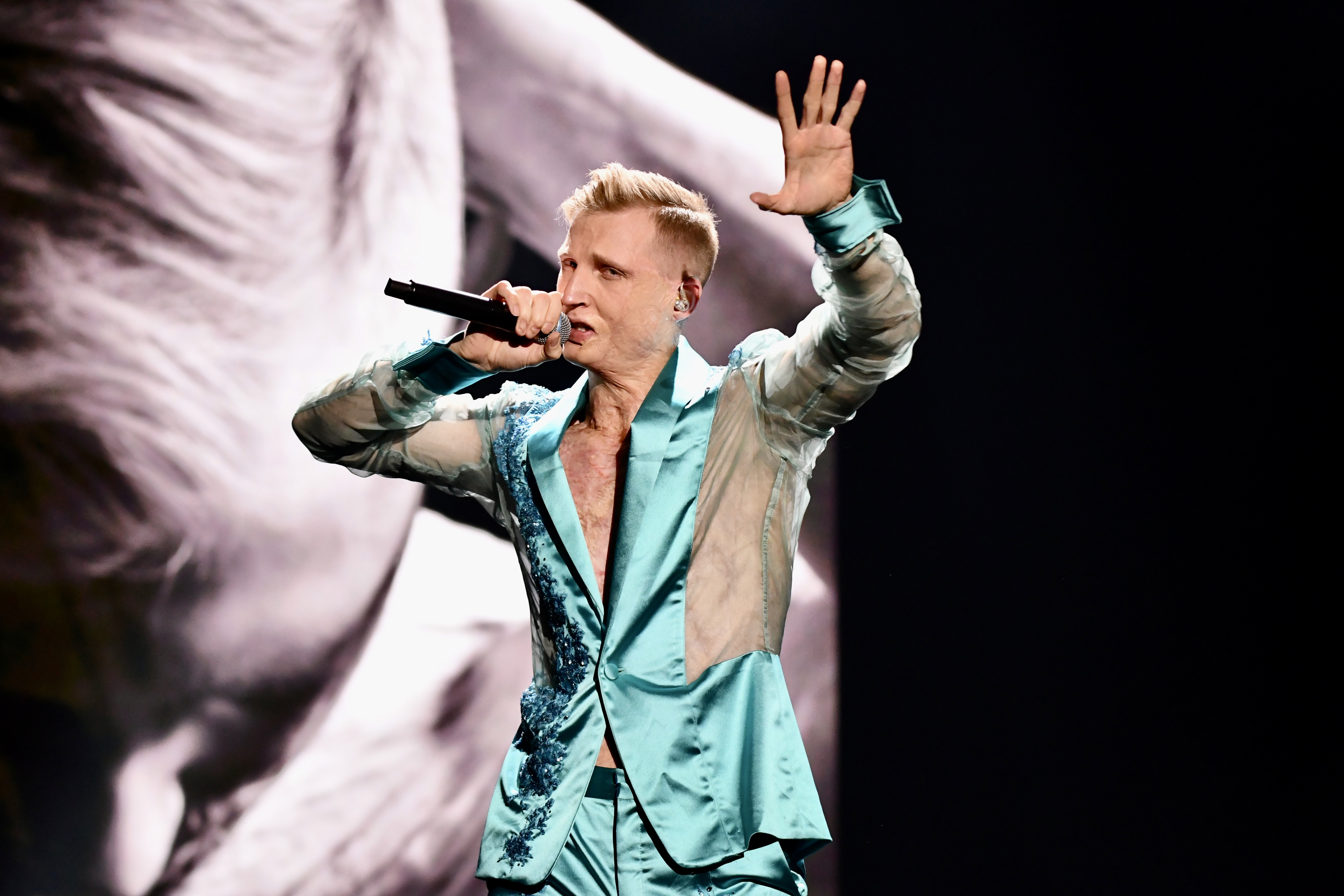
Axel Schylström interprétant Gorgeous.
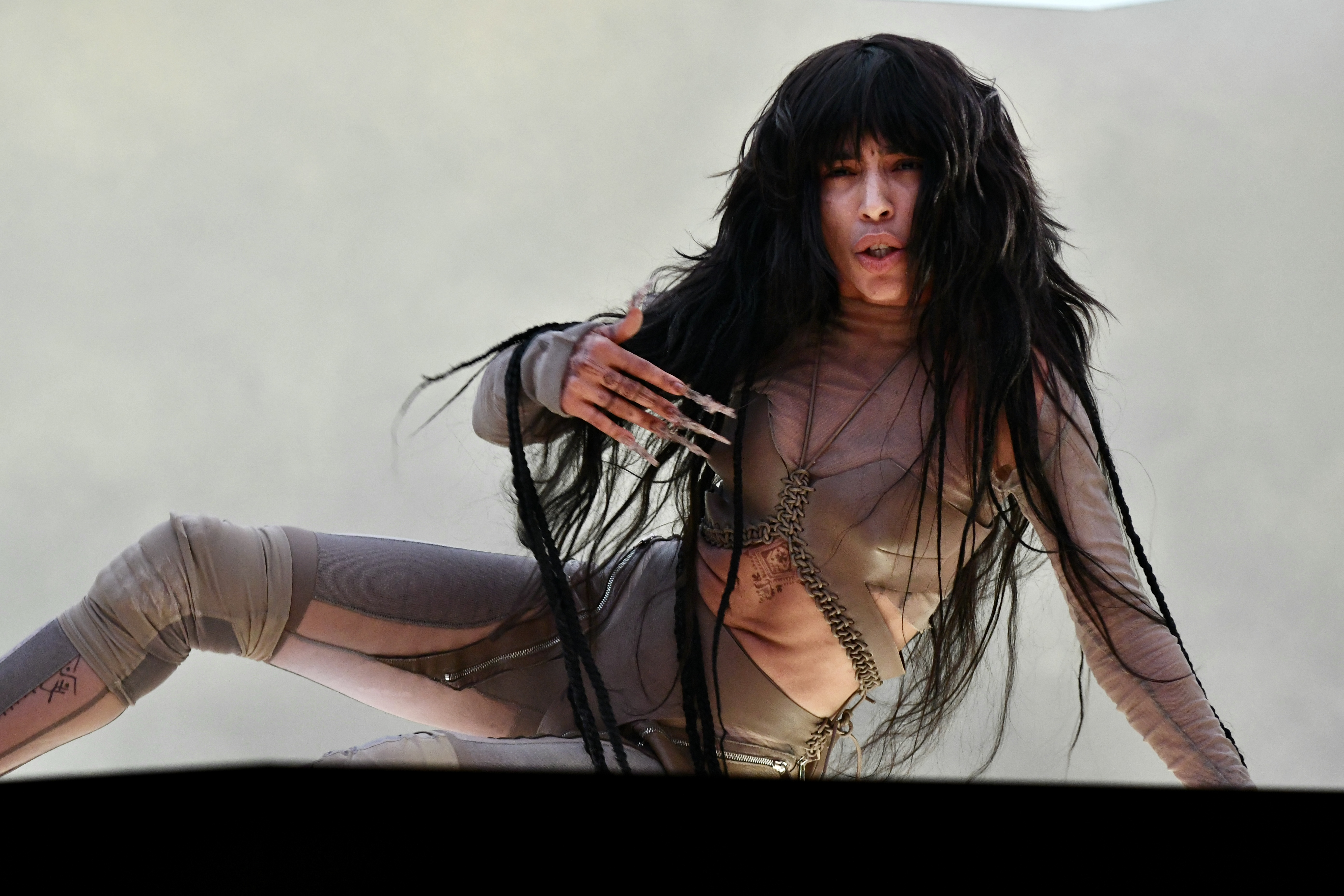
Loreen interprétant Tattoo.

## Demi-finale
La demi-finale a lieu le 4 mars 2023 depuis la Hägglunds Arena d'Örnsköldsvik.
- Candidat qualifié en finale

| Détail du télévote | Détail du télévote | Détail du télévote | Détail du télévote | Détail du télévote | Détail du télévote | Détail du télévote | Détail du télévote | Détail du télévote | Détail du télévote |
| #                  | Chanson            | Groupes d'âge      | Groupes d'âge      | Groupes d'âge      | Groupes d'âge      | Groupes d'âge      | Groupes d'âge      | Groupes d'âge      | Téléphone          |
| #                  | Chanson            | 3-9                | 10-15              | 16-29              | 30-44              | 45-59              | 60-74              | 75+                | Téléphone          |
| ------------------ | ------------------ | ------------------ | ------------------ | ------------------ | ------------------ | ------------------ | ------------------ | ------------------ | ------------------ |
| 1                  | Mer av dig         | 12                 | 10                 | 12                 | 12                 | 6                  | 6                  | 6                  | 6                  |
| 2                  | One Day            | 2                  | 6                  | 7                  | 6                  | 10                 | 12                 | 12                 | 8                  |
| 3                  | Diamonds           | 6                  | 7                  | 2                  | 2                  | 2                  | 4                  | 4                  | 1                  |
| 4                  | Now I Know         | 4                  | 2                  | 6                  | 7                  | 7                  | 10                 | 8                  | 10                 |
| 5                  | Raggen går         | 7                  | 1                  | 1                  | 4                  | 4                  | 1                  | 1                  | 2                  |
| 6                  | For the Show       | 1                  | 4                  | 4                  | 1                  | 1                  | 2                  | 2                  | 4                  |
| 7                  | Släpp alla sorger  | 8                  | 8                  | 10                 | 10                 | 12                 | 8                  | 7                  | 12                 |
| 8                  | Where Did You Go   | 10                 | 12                 | 8                  | 8                  | 8                  | 7                  | 10                 | 7                  |

| # | Artiste         | Chanson           | Télévote  | Télévote | Place |
| # | Artiste         | Chanson           | Voix      | Points   | Place |
| - | --------------- | ----------------- | --------- | -------- | ----- |
| 1 | Theoz           | Mer av dig        | 2 104 689 | 70       | 2     |
| 2 | Mariette        | One Day           | 1 459 012 | 63       | 4     |
| 3 | Victor Crone    | Diamonds          | 1 225 614 | 28       | 6     |
| 4 | Tennessee Tears | Now I Know        | 1 393 108 | 55       | 5     |
| 5 | Elov & Beny     | Raggen går        | 1 083 924 | 18       | 8     |
| 6 | Melanie Wehbe   | For the Show      | 1 106 724 | 22       | 7     |
| 7 | Nordman         | Släpp alla sorger | 1 798 314 | 75       | 1     |
| 8 | Kiana           | Where Did You Go  | 1 907 240 | 69       | 3     |

## Finale

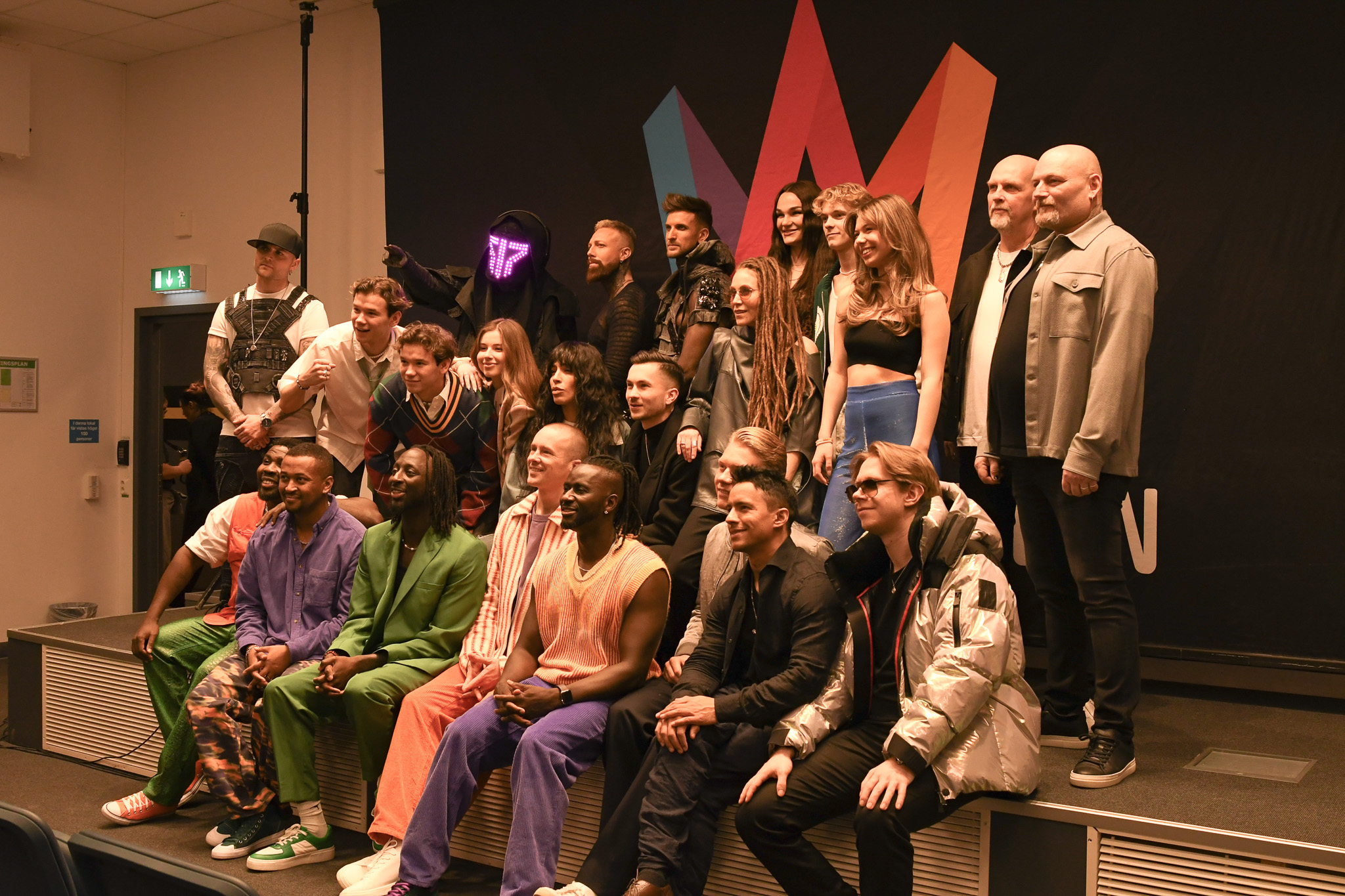
Les finalistes du Melodifestivalen 2023.

La finale de l'édition 2023 du Melodifestivalen a lieu le 11 mars 2023. Les douze artistes présents dans cette finale sont les huit artistes qui ont terminé premiers et deuxièmes de leur série et les quatre ayant été qualifiés lors de la demi-finale.
Pour désigner le vainqueur de la finale du concours, le système mis en place est celui du 50/50 avec 50 % des votes du jury (international) et 50 % des votes des téléspectateurs suédois.
- Premier
- Deuxième
- Troisième

| Détail du télévote | Détail du télévote      | Détail du télévote | Détail du télévote | Détail du télévote | Détail du télévote | Détail du télévote | Détail du télévote | Détail du télévote | Détail du télévote | Détail du télévote |
| #                  | Chanson                 | Groupes d'âge      | Groupes d'âge      | Groupes d'âge      | Groupes d'âge      | Groupes d'âge      | Groupes d'âge      | Groupes d'âge      | Téléphone          | Total              |
| #                  | Chanson                 | 3-9                | 10-15              | 16-29              | 30-44              | 45-59              | 60-74              | 75+                | Téléphone          | Total              |
| ------------------ | ----------------------- | ------------------ | ------------------ | ------------------ | ------------------ | ------------------ | ------------------ | ------------------ | ------------------ | ------------------ |
| 1                  | Where You Are (Sávežan) | 6                  | 5                  | 5                  | 7                  | 7                  | 10                 | 10                 | 8                  | 58                 |
| 2                  | Rhythm of My Show       | 3                  | 1                  | 1                  | –                  | –                  | –                  | –                  | –                  | 5                  |
| 3                  | One Day                 | –                  | –                  | –                  | 1                  | 3                  | 6                  | 4                  | 2                  | 16                 |
| 4                  | Air                     | 10                 | 10                 | 10                 | 8                  | 8                  | 7                  | 7                  | 7                  | 67                 |
| 5                  | On My Way               | 5                  | 7                  | 6                  | 3                  | 1                  | –                  | 2                  | 1                  | 25                 |
| 8                  | Never Give Up           | 4                  | 6                  | 2                  | 2                  | 4                  | 5                  | 8                  | 6                  | 37                 |
| 7                  | Six Feet Under          | 8                  | 4                  | 8                  | 10                 | 10                 | 8                  | 1                  | 10                 | 59                 |
| 8                  | Where Did You Go        | 7                  | 8                  | 3                  | 4                  | 5                  | 3                  | 6                  | 3                  | 39                 |
| 9                  | Släpp alla sorger       | 2                  | 2                  | 7                  | 5                  | 6                  | 4                  | 5                  | 5                  | 36                 |
| 10                 | Tattoo                  | 1                  | 12                 | 12                 | 12                 | 12                 | 12                 | 12                 | 12                 | 85                 |
| 11                 | Mer av dig              | 12                 | 3                  | 4                  | 6                  | 2                  | 2                  | 3                  | 4                  | 36                 |
| 12                 | Royals                  | –                  | –                  | –                  | –                  | –                  | 1                  | –                  | –                  | 1                  |

| Détail du vote des jurys internationaux | Détail du vote des jurys internationaux | Détail du vote des jurys internationaux | Détail du vote des jurys internationaux | Détail du vote des jurys internationaux | Détail du vote des jurys internationaux | Détail du vote des jurys internationaux | Détail du vote des jurys internationaux | Détail du vote des jurys internationaux | Détail du vote des jurys internationaux | Détail du vote des jurys internationaux |
| # | Chanson                                 | Drapeau de la Croatie                   | Drapeau de l'Autriche                   | Drapeau de la Lettonie                  | Drapeau de la Belgique                  | Drapeau de Malte                        | Drapeau de l'Australie                  | Drapeau de l'Allemagne                  | Drapeau de l'Espagne                    | Total                                   |
| --- | --------------------------------------- | --------------------------------------- | --------------------------------------- | --------------------------------------- | --------------------------------------- | --------------------------------------- | --------------------------------------- | --------------------------------------- | --------------------------------------- | --------------------------------------- |
| 1 | Where You Are (Sávežan)                 | 1                                       | 3                                       | 1                                       | 5                                       | 6                                       | 4                                       | –                                       | 3                                       | 23                                      |
| 2 | Rhythm of My Show                       | 6                                       | 1                                       | 3                                       | –                                       | –                                       | –                                       | –                                       | 5                                       | 15                                      |
| 3 | One Day                                 | 2                                       | 7                                       | 7                                       | 3                                       | 5                                       | 2                                       | 3                                       | 6                                       | 35                                      |
| 4 | Air                                     | 7                                       | 8                                       | 8                                       | 10                                      | 10                                      | 10                                      | 10                                      | 8                                       | 71                                      |
| 5 | On My Way                               | 5                                       | 2                                       | 2                                       | 4                                       | 4                                       | 1                                       | 4                                       | –                                       | 22                                      |
| 6 | Never Give Up                           | –                                       | –                                       | –                                       | 2                                       | –                                       | 6                                       | 1                                       | 1                                       | 10                                      |
| 7 | Six Feet Under                          | 3                                       | 6                                       | 6                                       | 6                                       | 7                                       | 8                                       | 7                                       | 10                                      | 53                                      |
| 8 | Where Did You Go                        | –                                       | 4                                       | 10                                      | –                                       | 3                                       | 8                                       | 7                                       | 37                                      |                                         |
| 9 | Släpp alla sorger                       | 4                                       | –                                       | –                                       | 1                                       | 1                                       | –                                       | 2                                       | –                                       | 8                                       |
| 10 | Tattoo                                  | 8                                       | 12                                      | 12                                      | 12                                      | 12                                      | 12                                      | 12                                      | 12                                      | 92                                      |
| 11 | Mer av dig                              | 12                                      | 5                                       | 5                                       | 7                                       | 2                                       | 3                                       | 6                                       | 2                                       | 42                                      |
| 12 | Royals                                  | 10                                      | 10                                      | 4                                       | 8                                       | 8                                       | 7                                       | 5                                       | 4                                       | 56                                      |
| Jurys internationaux |                                         |                                         |                                         |                                         |                                         |                                         |                                         |                                         |                                         |                                         |
| - – Zlata Mück - – Marvin Dietmann - – Jānis Pētersons - – Birgit Simal - – Gordon Bonello - – Dale Roberts - – Alexandra Wolfslast - – Eva Mora |                                         |                                         |                                         |                                         |                                         |                                         |                                         |                                         |                                         |                                         |

| #  | Chanson                 | Artiste                                          | Jurys | Téléphone et SMS | Téléphone et SMS | Total | Place |
| #  | Chanson                 | Artiste                                          | Jurys | Voix             | Points           | Total | Place |
| -- | ----------------------- | ------------------------------------------------ | ----- | ---------------- | ---------------- | ----- | ----- |
| 1  | Where You Are (Sávežan) | Jon Henrik Fjällgren, Arc North feat. Adam Woods | 23    | 2 017 261        | 58               | 81    | 4     |
| 2  | Rhythm of My Show       | Tone Sekelius                                    | 15    | 1 241 991        | 5                | 20    | 12    |
| 3  | One Day                 | Mariette                                         | 35    | 1 184 378        | 16               | 51    | 8     |
| 4  | Air                     | Marcus & Martinus                                | 71    | 2 565 958        | 67               | 138   | 2     |
| 5  | On My Way               | Panetoz                                          | 22    | 1 837 663        | 25               | 47    | 10    |
| 6  | Never Give Up           | Maria Sur                                        | 10    | 1 786 719        | 37               | 47    | 9     |
| 7  | Six Feet Under          | Smash Into Pieces                                | 53    | 2 431 405        | 59               | 112   | 3     |
| 8  | Where Did You Go        | Kiana                                            | 37    | 1 841 580        | 39               | 76    | 6     |
| 9  | Släpp alla sorger       | Nordman                                          | 8     | 1 854 602        | 36               | 44    | 11    |
| 10 | Tattoo                  | Loreen                                           | 92    | 3 783 148        | 85               | 177   | 1     |
| 11 | Mer av dig              | Theoz                                            | 42    | 1 915 643        | 36               | 78    | 5     |
| 12 | Royals                  | Paul Rey                                         | 56    | 1 060 383        | 1                | 57    | 7     |

## À l'Eurovision
La Suède participe à la première demi-finale du Concours Eurovision de la chanson 2023, le 9 mai 2023. Finissant deuxième avec 135 points, Loreen se qualifie pour la finale, qu'elle remporte avec un total de 583 points (340 du jury et 243 du public), devenant ainsi la deuxième artiste et la première femme à remporter deux fois l'Eurovision.
En demi-finale, la Suède attribue ses douze points à la Finlande, et en finale aussi, tant dans les votes du jury que dans ceux du public.

Le jury suédois est composé cette année d'Arantxa Álvarez, Clara Klingenström, Fredrik Kempe, Isa Molin et Robert Stefan Sehlberg. Leur porte-parole lors de la finale est Farah Abadi, animatrice du Melodifestivalen.
Les deux demi-finales et la finale sont diffusées sur SVT1 et commentées par Edward af Sillén, rejoint lors de la finale par Måns Zelmerlöw. SR P4 diffuse également les trois soirées à la radio, avec des commentaires de Carolina Norén.

La finale de l'Eurovision est regardée par quelques 2 402 000 téléspectateurs à travers le pays.